# História da Terra

História da Terra com o tempo da éons à escala.

A História da Terra diz respeito aos registros do desenvolvimento do planeta Terra até os dias de hoje. Quase todos os ramos da ciência natural contribuíram para o entendimento dos principais eventos do passado da Terra, caracterizados pela constante geológica da mudança e evolução biológica.
A escala de tempo geológico, foi definido pela conversão international, retrata os grandes períodos de tempo desde o início da Terra até o presente, e suas divisões registram alguns eventos definitivos da história da Terra (no gráfico: Ga significa "bilhões de anos"; Ma, "milhões de anos"). A Terra foi formada em torno de há 4,54 bilhões de anos, aproximadamente um terço da idade do universo, por acreção da nebulosa solar. A desgaseificação vulcânica provavelmente criou a atmosfera primordial, e depois o oceano, mas a atmosfera primitiva não continha quase nenhum oxigénio. Grande parte da Terra foi derretida devido a colisões frequentes com outros corpos, o que levou a um extremo vulcanismo. Enquanto a Terra estava em seu estágio inicial (Proto-Terra), acredita-se que uma gigantesca colisão de impacto com um corpo do tamanho de um planeta chamado Theia tenha formado a Lua. Com o tempo, a Terra esfriou, causando a formação de uma sólida crosta e permitindo a água líquida na superfície.
O Éon Hadeano representa o tempo antes de um registro confiável (fóssil) da vida; começou com a formação do planeta e terminou há 4,0 bilhões de anos. As seguintes Éons Arqueanas e Proterozóicas produziram rapidamente, dentro de algumas centenas de milhões de anos, o início da vida na Terra e sua evolução mais antiga. O Éon seguinte é o Fanerozoico, dividido em três eras: o Paleozoico, uma era de artrópodes, peixes e a primeira vida em terra; o Mesozoico, que mediu a ascensão, reinado e extinção climática dos dinossauros não-aviários; e o Cenozoico, que viu a ascensão dos mamíferos.
Hominini, nossos primeiros antepassados parecidos com humanos, surgiram em algum momento durante a última parte da época do Mioceno; o surgimento dos primeiros hominídeos da ACEHC é atualmente debatido em uma ampla faixa de há 13 a 4 milhões de anos. O período quaternário que se segue é o tempo dos humanos foram reconhecíveis, o gênero Homo, mas esse termo de dois milhões de anos é muito pequeno na escala gráfica do ETG.
As primeiras evidências incontestáveis da vida na Terra datam de pelo menos há 3500 milhões de anos,:68 durante a Era Eoarquéia, depois que uma crosta geológica começou a se solidificar após o Éon Hadeano, se fundido anteriormente. Existem fósseis de tapete microbiano como os estromatólitos encontrados em arenito de 3,48 bilhões de anos descoberto na Austrália Ocidental. Outra evidência física inicial de uma substância biogênica é do grafite em rochas metassedimentares de 3,7 bilhões de anos descobertas no sudoeste da Groenlândia, bem como "restos da vida biótica" encontrados em rochas de 4,1 bilhões de anos no oeste da Austrália. De acordo com um dos pesquisadores, "se a vida surgisse de forma relativamente rápida na Terra... então poderia ser comum no universo".
Organismos fotossintéticos surgiram há entre 3200 e 2400 milhões de anos e começaram a enriquecer a atmosfera com oxigénio. A vida permaneceu pequena e microscópica até há cerca de 580 milhões de anos, quando a vida multicelular complexa surgiu, evoluiu com o tempo e culminou na Explosão Cambriana há cerca de 541 milhões de anos. Este evento trouxe a rápida diversidade de formas de vida na Terra que produziu a maioria dos principais filos conhecidos hoje e marcou o fim do Éon Proterozoico e o início do Período Paleozoico da Era Cambriana. Mais de 99 por cento de todas as espécies, totalizando mais de cinco milhões de espécies, que já viveram na Terra, estima-se que tenham se extinguido. As estimativas do número atual de espécies terrestres variam de 10 milhões a 14 milhões, dos quais cerca de 1,2 milhões estão documentados, mas mais de 86 por cento não são descritos. Cientistas relataram recentemente que estima-se que 1 trilhão de espécies estejam na Terra no momento, com apenas mil e um por cento explicadas.
A crosta terrestre tem mudado constantemente desde sua formação. Da mesma forma, a vida está mudando constantemente desde o primeiro aparecimento. As espécies continuam a evoluir, assumem novas formas, dividem as espécies filhas ou se extinguem no processo de adaptação ou morrem em resposta ao ambiente físico em constante mudança. Os processos tectônicos de placas continuam a moldar os continentes da Terra, os oceanos e a vida que eles habitam. A atividade humana é agora a força dominante que influencia a mudança global, afetando a biosfera, a superfície da Terra, a hidrosfera e a atmosfera, com perda de terras selvagens, exploração nos oceanos, emissões de gases do efeito estufa, redução da camada de ozônio e deterioração geral da qualidade do solo, do ar e da água.

## Éons
Na geocronologia, o tempo é geralmente medido em Ma (mega-annum ou milhões de anos antes do presente), cada unidade representando um período de cerca de 1000000 de anos. A história da Terra é dividida em quatro éons principais, começando 4.540 milhões com a formação do planeta. Cada éon vê as mudanças mais significativas na composição, clima e vida da Terra. Cada éon é então dividido em eras, que por sua vez são divididos em períodos, que são posteriormente divididos em épocas.
| Éon          | Tempo (Ma)   | Evento |
| ------------ | ------------ | --- |
| Hadeano      | 4,540–4,000  | A Terra é formada por detritos ao redor do disco do protoplaneta solar. Sem vida. As temperaturas são muito altas, com atividade vulcânica frequente e um ambiente infernal (daí o nome do filho, que vem do Hades). A atmosfera é nebulosa. Talvez um oceano primitivo ou um cadáver de água líquida. A lua se formou nessa época, provavelmente devido à colisão de um protoplaneta com a Terra. |
| Arqueano     | 4,000–2,500  | A vida dos procariotos, as primeiras formas de vida, surgiu no início desta era, em um processo conhecido como abiogênese. Os continentes de Ur, Vaalbara e Kenorland podem ter se formado nessa época. A atmosfera é composta de gases vulcânicos e estufas. |
| Proterozoico | 2,500–541    | Eucariotos, formas mais complexas de vida, surgiram, incluindo várias formas de organismos multicelulares. Bactérias começam a produzir oxigénio, formando um terceiro e atual atmosfera da Terra. Plantas, gado e possivelmente formas anteriores de fungos neste momento. As fases iniciais e finais deste éon podem ter passado por um período de "Terra bola de neve", durante o qual todos os planetas experimentam temperaturas abaixo de zero. Os primeiros continentes Colúmbia, Rodínia e Panótia podem ter se formado nessa época.  |
| Fanerozoico  | 541–presente | Vida complexa, incluindo vertebrados, começaram a dominar os oceanos da Terra em um processo conhecido como explosão cambriana. Forma Pangeia e então se dissolve em Laurásia e Gondwana. Gradualmente, a vida se expandiu para a terra e todas as formas de plantas, animais e fungos começaram a aparecer, incluindo formigas, insetos e répteis. Várias extinções em massa ocorreram, incluindo pássaros, descendentes de dinossauros e tumbas surgiram recentemente. Animais modernos–incluindo humanos–se desenvolvem nesta última fase. |

## Escala de tempo geológico
A história da Terra é ordenada cronologicamente em uma tabela de escala de tempo geológico, que é dividida em intervalos de acordo com a análise estratigráfica. A escala de tempo completa pode ser encontrada no artigo principal. O primeiro mostra todo o tempo desde a formação da Terra até o presente, mas isso deixa pouco espaço para o éon mais recente. Assim, a segunda linha do tempo mostra uma visão mais ampla do eon mais recente. Da mesma forma, a era mais recente é expandida na terceira linha do tempo, e o período mais recente é expandido na quarta linha do tempo.

## Formação do Sistema Solar

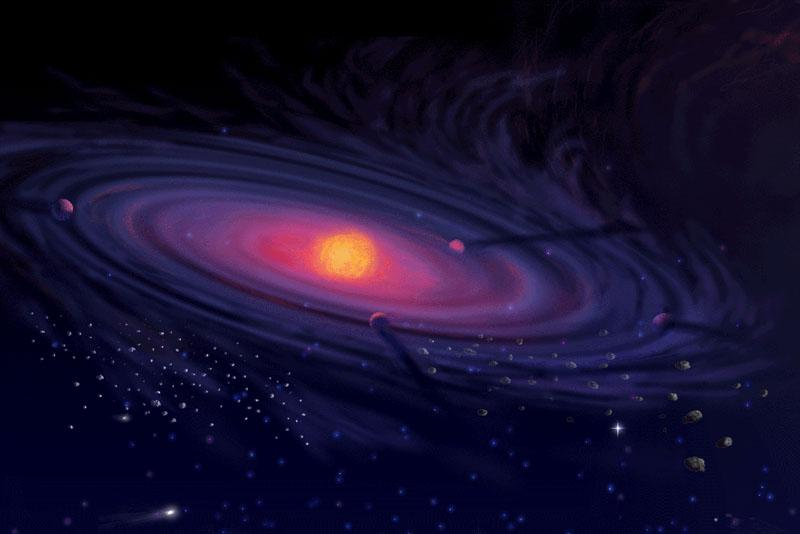
Representação artística de um disco protoplanetário em torno de protoestrela solar.

O modelo padrão para a formação do Sistema Solar é a hipótese da nebulosa solar. Neste modelo, o Sistema Solar formou-se a partir de uma nuvem interestelar–uma coleção giratória de poeira e gás–chamada de nebulosa solar, composta de hidrogénio e hélio que foi criada logo após o evento Big Bang, há cerca de 13800 milhões de anos e elementos além do peso ejetados da supernova. Por volta de 4,5 bilhões de anos, a nebulosa começou a se contrair, o que pode ter sido desencadeado por uma onda de choque de supernova adjacente. A onda de choque também fez a nebulosa girar. Conforme a nuvem gira mais rápido, o momento angular, a gravidade e a inércia achatam a nuvem em um disco protoplanetário que é perpendicular ao eixo de rotação. O caos causado pelo impacto e os efeitos do momento angular dos detritos maciços criaram os meios pelos quais protoplanetas de vários quilômetros de tamanho começaram a se formar, orbitando o centro da nebulosa.
O centro da nebulosa, que tinha pouco momento angular, entrou em colapso rapidamente; a pressão do colapso o aquece para permitir que ocorra a fusão nuclear entre o hidrogénio e o hélio. Quando as contrações aumentam, a estrela T Tauri se forma e se transforma no Sol. Enquanto isso, a gravidade externa da nebulosa faz com que a matéria resfrie em torno de uma densa região de perturbação e partículas de poeira, e os restos do disco protoplanetário começam a se separar em anéis. Por meio de um processo conhecido como acréscimo rápido, pedaços de poeira e detritos se acumulam continuamente para formar planetas. A Terra se formou desta forma cerca de 4540 milhões de anos (com uma incerteza de 1%) e este processo foi concluído em 10–20 milhões de anos. O vento solar da estrela recém-formada T Tauri limpa a maior parte do material do disco que não é incorporado ao objeto maior. O mesmo processo ocorre em quase todas as estrelas recém-formadas no universo que produzem disco de acreção, alguns dos quais produzem planetas extrasolares.
A nova Terra continuou a crescer até que sua temperatura interna esquentasse o suficiente para derreter o metal siderófilo. Com uma densidade maior que a do silicato, o metal eventualmente afunda. Esse evento, conhecido como catástrofe do ferro, resultou na separação do manto primitivo do núcleo metálico. Esse processo ocorreu 10 milhões de anos depois que a Terra começou a se formar e resultou na estrutura de várias camadas da Terra e na formação de um campo magnético. JA Jacobs foi o primeiro a mostrar que o núcleo interno–o núcleo interno sólido distinto do núcleo externo sólido–congela e se expande para fora do núcleo externo líquido conforme o interior da Terra continua a esfriar (cerca de 100 °C por bilhão de anos). Extrapolações dessas observações sugerem que o núcleo se formou há 2000 a 4000 milhões de anos. Se isso for verdade, significa que o núcleo da Terra não é uma característica primordial que se originou durante a formação dos planetas.

## Éons Hadeano e Arqueano

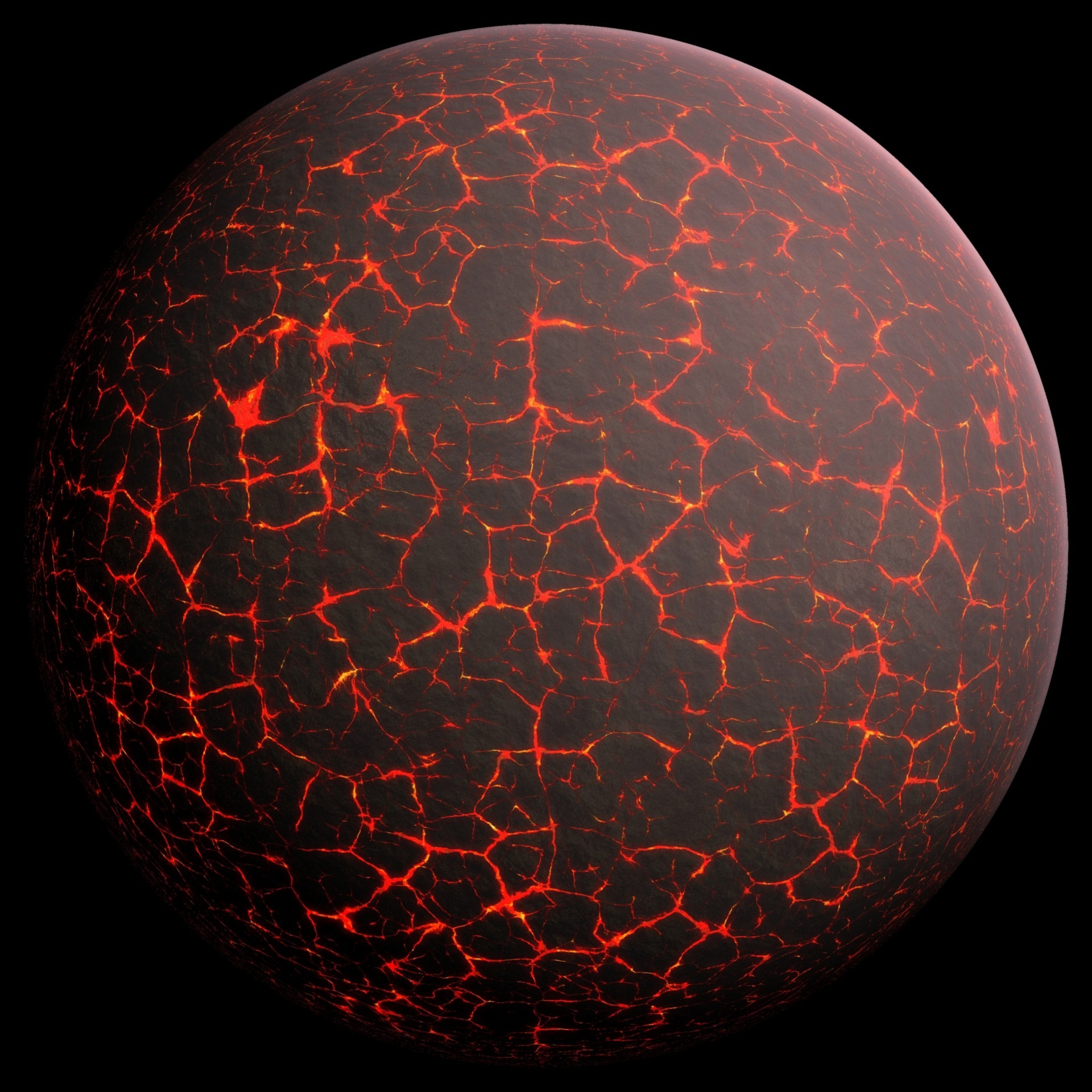
Concepção artística da Terra no éon Hadeano, quando era muito mais quente e inóspito para todas as formas de vida.

O primeiro Éon formalmente reconhecido na história da Terra é chamado Hadeano, e começou durante a formação da Terra e foi seguido pelo éon Arqueano há 3800 milhões de anos. As rochas mais antigas encontradas na Terra têm pouco mais de 4 bilhões de anos, e flocos de cristal de zircões na rocha mais antiga encontrada têm cerca de 4,4 bilhões de anos, logo após a formação da crosta terrestre e a própria Terra. Segundo a hipótese do grande impacto, a formação da Lua ocorreu logo após a formação da crosta terrestre, quando a jovem Terra foi atingida por um protoplaneta. Os menores, lançando o manto e a crosta terrestre no espaço e formando a Lua.
A partir do número de crateras encontradas em outros corpos celestes, conclui-se que o período de intenso impacto de meteoritos, conhecido como o Bombardeio Pesado Tardio, começou há cerca de 4100 a 3800 milhões de anos, no final do Hadeano. Além disso, existem muitas erupções vulcânicas causadas por transferência de calor, bem como gradientes geotérmicos. No entanto, os cristais de zircão detríticos têm 4,4 bilhões de anos e mostram a prova de que esses cristais tiveram contato com a água que se encontra no estado líquido. Isso indica que a Terra já tinha um oceano ou mar naquela época.
No início do Arqueano, a temperatura da Terra era bastante fria. As formas de vida modernas não podem viver na atmosfera arqueana pobre em oxigênio e na fina camada de ozônio. No entanto, acredita-se que a vida antiga começou a se desenvolver no Arqueano inicial, com fósseis datando de cerca de 3,5 bilhões de anos. Alguns cientistas até especularam que a vida poderia ter começado já no Hadeano inicial, há cerca de 4400 milhões de anos, sobrevivendo ao possível período de Bombardeio Pesado Tardio em fontes hidrotermais abaixo da superfície da Terra.

### Formação da Lua

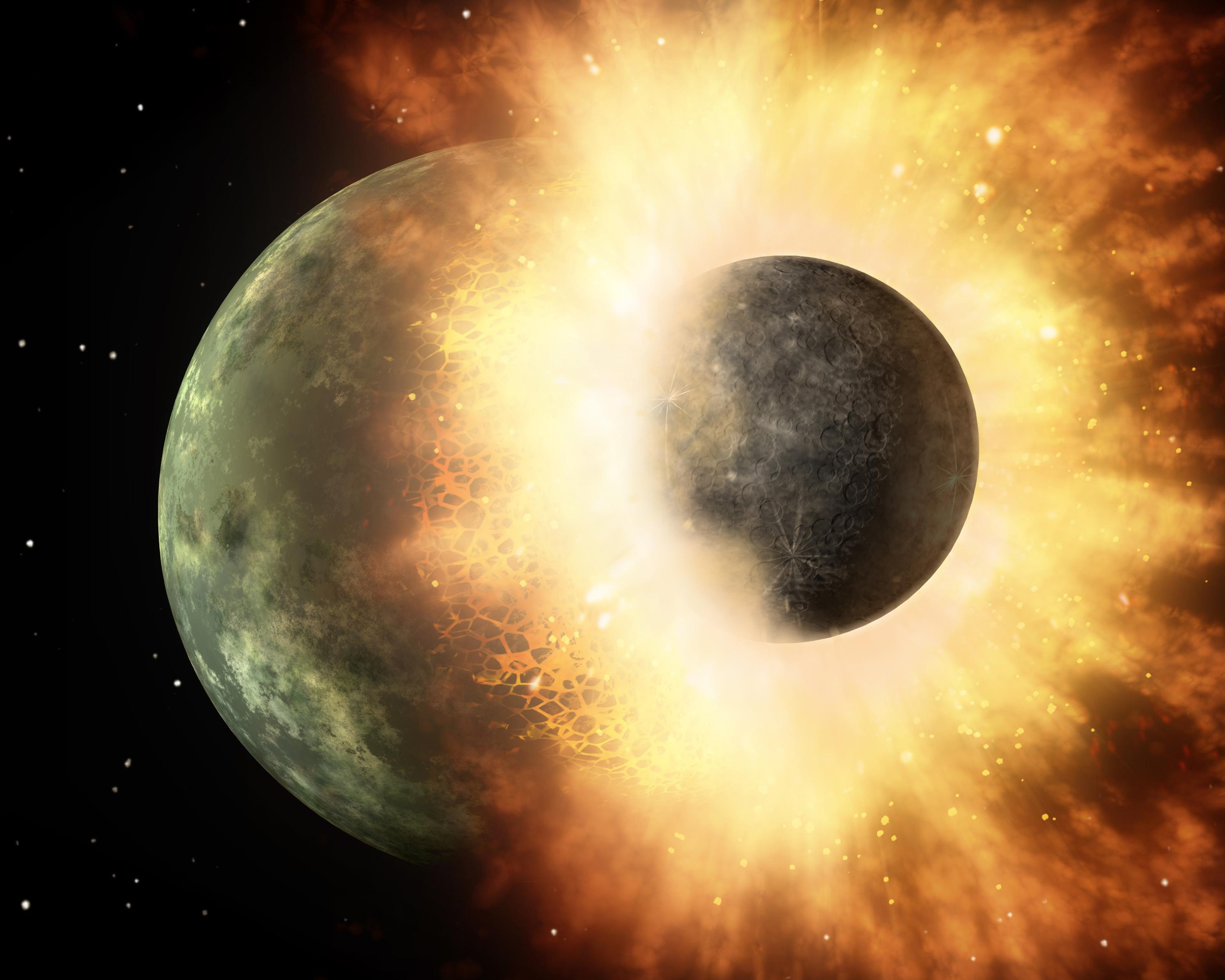
A impressão artística da enorme colisão que provavelmente formou a Lua.

O único satélite natural da Terra, a Lua, é maior em relação ao seu planeta do que qualquer outro satélite no Sistema Solar. Durante o programa Apollo, rochas da superfície da Lua foram trazidas para a Terra. Datação radiométrica dessas rochas mostra que a Lua há 4.53 ± 0.01 bilhões de anos, formou pelo menos 30 milhões de anos depois do Sistema Solar. Novas evidências sugerem que a Lua se formou ainda mais tarde, 4.48 ± 0.02 bilhões de anos ou 70–110 milhões de anos após o início do Sistema Solar.
Teorias para a formação da Lua devem explicar sua formação tardia, bem como os seguintes fatos. Primeiro, a Lua tem uma baixa densidade (3,3 vezes da água, em comparação com 5,5 para a Terra) e um pequeno núcleo metálico. Em segundo lugar, praticamente não há água ou outros compostos voláteis na Lua. Terceiro, a Terra e a Lua têm o mesmo isótopo traçador de oxigénio (abundância relativa dos isótopos de oxigénio). Das teorias propostas para explicar esses fenômenos, uma é amplamente aceita: a hipótese do grande impacto propõe que a Lua tenha se originado após um corpo do tamanho de Marte atingindo a Terra recém-formada.:256
Essa colisão teve uma força 100 milhões de vezes maior que a que causou a extinção dos dinossauros. Essa força é suficiente para vaporizar parte das camadas externas da Terra e unir as duas partes em colisão. Parte do material do manto é colocado em órbita ao redor da Terra.:256 A hipótese do grande impacto postula que a Lua está ficando sem matéria metálica; isso explica sua composição anormal. Matéria lançada na órbita da Terra pode se reunir em uma peça dentro de algumas semanas, sob a influência de sua própria gravidade; quanto mais comprido o material terá uma forma redonda.

### Primeiros continentes

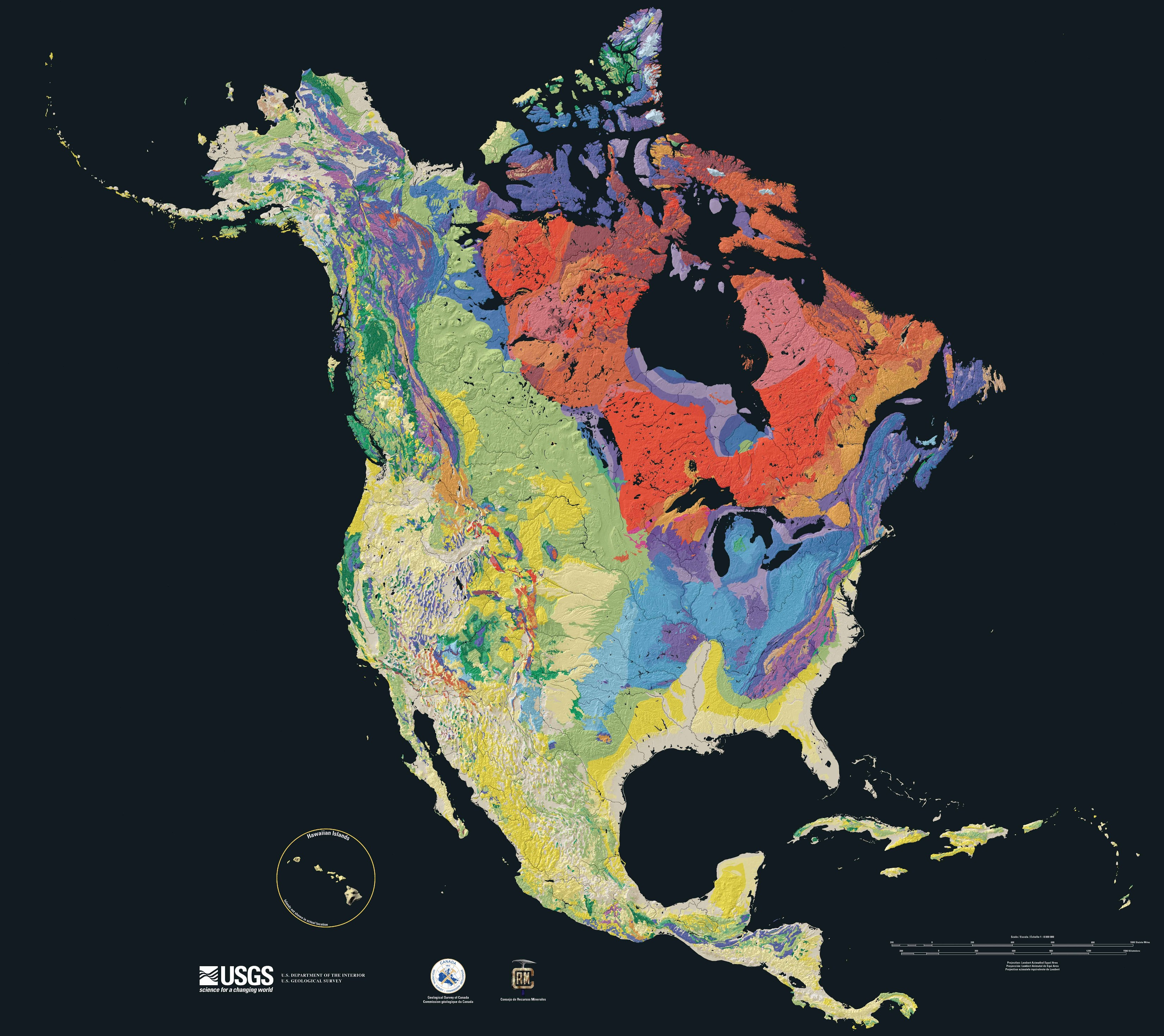
Mapa geológico da América do Norte, codificado por cor por idade. Os vermelhos e rosas indicam rocha do Arqueano.

Convecção mantélica, o processo que conduz as placas tectônicas é resultado do fluxo de calor do interior da Terra para a superfície da Terra.:2 Envolve a criação de placas tectônicas rígidas em dorsal oceânica. Essas placas são destruídas por subducção no manto em zonas de subducção. Durante o início do Arqueano (sobre 3.0 bilhões de anos) o manto era muito mais quente do que hoje, provavelmente em torno de 1 600 °C (2 910 °F),:82 Assim, a convecção no manto era mais rápida. Embora um processo semelhante às placas tectônicas atuais ocorresse, isso também teria sido mais rápido. É provável que durante o Hadeano e o Arqueano, as zonas de subducção fossem mais comuns, portanto as placas tectônicas fossem menores.:258
A crosta inicial, formada quando a superfície da Terra se solidificou pela primeira vez, desapareceu totalmente de uma combinação dessa rápida de placas tectônicas do Hadeano e dos intensos impactos do intenso bombardeio tardio. No entanto, acredita-se que tenha uma composição basáltica, como a crosta oceânica de hoje, porque ainda havia pouca diferenciação crostal.258 As primeiras peças maiores de crosta continental, produto da diferenciação de elementos mais leves durante a fusão parcial da crosta mais baixa, apareceram no final do Hadeano, cerca de 4.0 bilhões de anos. O que resta desses primeiros pequenos continentes é chamado crátons. Essas peças da crosta hadeana tardia e arqueana inicial, formam os núcleos em torno dos quais os continentes atuais cresceram.
As rochas mais antigas na Terra são encontrados no Cráton Norte Americano do Canadá. São tonalito de cerca de 4.0 bilhões de anos. Eles mostram traços de metamorfismo por alta temperatura, mas também grãos sedimentares que foram arredondados pela erosão durante o transporte pela água, mostrando que rios e mares existiam então. Crátons consistem principalmente de dois tipos alternados de terrenos. Os primeiros são chamados de cinturão de rochas verdes, consistindo de rochas sedimentares metamorfisadas de baixo grau. Estes "rochas verdes" são similares aos sedimentos encontrados hoje em fossa oceânica, acima das zonas de subducção. Por esta razão, as rochas verdes são por vezes vistos como evidência de subducção durante o Arqueano. O segundo tipo é um complexo de félsico das rochas magmáticas. Essas rochas são principalmente tonalito, trondhjemito ou granodiorito, tipos de rochas similares em composição ao granito (portanto, esses terrenos são chamados de TTG-terrenos). Os complexos TTG são vistos como relíquia da primeira crosta continental, formada por fusão parcial em basalto.:Capítulo 5

### Oceanos e atmosfera

Gráfico mostrando a faixa de pressão parcial estimada do oxigênio atmosférico ao longo do tempo geológico.

A Terra é frequentemente descrita como tendo três atmosferas. A primeira atmosfera, capturada pela nebulosa solar, era composta de elementos de luz (atmófilos) da nebulosa solar, principalmente hidrogénio e hélio. Uma combinação do vento solar e do calor da Terra teria expelido essa atmosfera, como resultado do qual a atmosfera está agora esgotada desses elementos em comparação com as abundâncias cósmicas. Após o impacto que criou a Lua, a Terra derretida liberou gases voláteis; e mais tarde, mais gases foram liberados pelos vulcões, completando uma segunda atmosfera rica em gases do efeito estufa, mas pobre em oxigênio.:256 Finalmente, a terceira atmosfera, rico em oxigênio, surgiu quando as bactérias começaram a produzir oxigênio cerca de 2.8 bilhões de anos.:83–84, 116–117
Nos primeiros modelos para a formação da atmosfera e do oceano, a segunda atmosfera era formada pela liberação de materiais voláteis do interior da Terra. Agora, é considerado provável que muitos dos materiais voláteis tenham sido entregues durante a acreção por meio de um processo conhecido como "desgaseificação de impacto", no qual os corpos que chegam evaporam no impacto. O oceano e a atmosfera, portanto, começaram a se formar mesmo quando a Terra se formou. A nova atmosfera provavelmente continha vapor de água, dióxido de carbono, nitrogénio e quantidades menores de outros gases.
Planetesimais a uma distância de 1 unidade astronômica (UA), a distância da Terra em relação ao Sol, provavelmente não contribuiu com nenhuma água para a Terra porque a nebulosa solar era muito quente para o gelo se formar e a hidratação das rochas pelo vapor de água teria demorado demais. A água deve ter sido fornecida por meteoritos do cinturão externo de asteróides e alguns grandes embriões planetários do além de 2.5 UA. Os cometas também podem ter contribuído. Embora a maioria dos cometas esteja hoje em órbitas mais distantes do Sol do que de Netuno, as simulações computacionais mostram que eram originalmente muito mais comuns nas partes internas do Sistema Solar.:130–132
Enquanto a Terra esfriava, nuvens se formaram. A chuva criou os oceanos. Evidências recentes sugerem que os oceanos podem ter começado a formar desde 4.4 bilhões de anos. No início da Éon Arqueano, eles já cobriam grande parte da Terra. Esta formação inicial tem sido difícil de explicar por causa de um problema conhecido como o paradoxo do jovem Sol fraco. Sabe-se que as estrelas ficam mais brilhantes à medida que envelhecem e no momento da sua formação, o Sol teria emitido apenas 70% da sua potência atual. Assim, o Sol se tornou 30% mais brilhante nos últimos 4.5 bilhões de anos. Muitos modelos indicam que a Terra teria sido coberta de gelo. Uma solução provável é que havia dióxido de carbono e metano suficientes para produzir gases do efeito estufa. O dióxido de carbono teria sido produzido por vulcões e o metano pelos primeiros micróbios. Outro gás de efeito estufa, a amônia, teria sido ejetado por vulcões, mas rapidamente destruído pela radiação ultravioleta.:83

### Origem da vida
Uma das razões para o interesse na atmosfera primitiva e no oceano é que elas formam as condições sob as quais a vida surgiu pela primeira vez. Existem muitos modelos, mas pouco consenso, sobre como a vida emergiu de produtos químicos não vivos; sistemas químicos criados no laboratório ficam bem aquém da complexidade mínima para um organismo vivo.
O primeiro passo no surgimento da vida pode ter sido reações químicas que produziram muitos dos simples compostos mais orgânicos, incluindo núcleos da base e aminoácidos, que são os blocos de construção da vida. Um experimento em 1953 por Stanley Miller e Harold Urey mostrou que tais moléculas poderiam se formar em uma atmosfera de água, metano, amônia e hidrogénio com a ajuda de faíscas para imitar o efeito de relâmpago. Embora a composição atmosférica fosse provavelmente diferente daquela usada por Miller e Urey, experimentos posteriores com composições mais realistas também conseguiram sintetizar moléculas orgânicas. A simulação de computador mostra que a molécula orgânica extraterrestre poderia ter se formado no disco protoplanetário antes da formação da Terra.
Complexidade adicional poderia ter sido alcançada de pelo menos três possíveis pontos de partida: auto-replicação, a capacidade de um organismo de produzir descendentes que são semelhantes a si mesmos; metabolismo, sua capacidade de se alimentar e se reparar, e membranas celulares externas, que permitem a entrada de alimentos e a saída de produtos, mas excluem substâncias indesejáveis.

#### Primeira replicação: mundo de ARN
Mesmo os membros mais simples dos três domínios modernos da vida usam DNA para registrar suas "memórias" e um conjunto complexo de ARN e moléculas de proteína para "ler" essas instruções e usá-las para crescimento, manutenção e auto-replicação.
A descoberta de que um tipo de molécula de ARN chamada ribozima pode catalisar tanto a sua própria replicação quanto a construção de proteínas levou à hipótese de que formas de vida anteriores eram baseadas inteiramente no ARN. Eles poderiam ter formado um mundo de ARN no qual havia indivíduos, mas nenhuma espécie, como mutação e transferência horizontal de genes significaria que os descendentes em cada geração É muito provável que tenham diferentes genomas daqueles com os quais os pais começaram. O ARN seria mais tarde substituído pelo DNA, que é mais estável, portanto, pode construir genomas mais longos, expandindo a gama de capacidades que um único organismo pode ter. As ribozimas permanecem como os principais componentes dos ribossomos, as "fábricas de proteínas" das células modernas.
Embora tenham sido produzidas artificialmente moléculas curtas de ARN e auto-replicantes em laboratórios, foram levantadas dúvidas sobre se a síntese natural não biológica de ARN é possível. As primeiras ribozimas podem ter sido formadas por ácidos nucleicos mais simples, como APN, ATN ou AGN, o que foram substituídos mais tarde por ARN. Outros pré-replicadores de ARN foram postulados, incluindo cristais:150 e até mesmo sistemas quânticos.
Em 2003, foi proposto que o sulfeto de metal poroso precipitado ajudaria a síntese de ARN sobre de 100 °C (212 °F) e nas pressões do fundo do oceano perto das fontes hidrotemais. Nesta hipótese, as proto-células seriam confinadas nos poros do substrato metálico até o desenvolvimento posterior das membranas lipídicas.

#### Primeiro metabolismo: mundo de ferro–enxofre

O replicador em praticamente toda a vida conhecida é ácido desoxirribonucléico. O DNA é muito mais complexo que o replicador original e seus sistemas de replicação são altamente elaborados.

Outra hipótese de longa data é que a primeira vida foi composta de moléculas de proteína. Os aminoácidos, os blocos de construção das proteínas, são facilmente sintetizados em condições pre-bióticas plausíveis, assim como os pequenos peptídeos. (polímeros de aminoácidos) que produzem bons catalisadores.:295–297 Uma série de experimentos a partir de 1997 mostrou que aminoácidos e peptídeos poderiam em uma presença de monóxido de carbono e sulfeto de hidrogênio com sulfato de ferro e sulfeto de níquel como catalisadores. A maioria das etapas em sua montagem exigiu temperaturas em cerca de 100 °C (212 °F), pressões moderadas, embora uma etapa exigisse 250 °C (482 °F) e uma pressão equivalente à encontrada em 7 km (4,35 mi) de rocha. Assim, a síntese auto-sustentável de proteínas poderia ter ocorrido perto de fontes hidrotermais.
Uma dificuldade com o primeiro cenário do metabolismo é encontrar um meio para os organismos evoluírem. Sem a capacidade de se replicar como indivíduos, agregados de moléculas teriam "genomas composicionais" (contagens de espécies moleculares no agregado) como alvo da seleção natural. No entanto, um modelo recente mostra que tal sistema é incapaz de evoluir em resposta à seleção natural.

#### Primeiras membranas: mundo lipídico
Tem sido sugerido que as "bolhas" de parede dupla de lipídios como aquelas que formam as membranas externas das células podem ter sido um primeiro passo essencial. Experimentos que simularam as condições da Terra primitiva relataram a formação de lipídios, e estes podem formar espontaneamente lipossomas e então se reproduzirem. Embora não sejam intrinsecamente veículos de informação, como os ácidos nucléicos são eles estariam sujeitos à seleção natural para longevidade e reprodução. Ácidos nucléicos como o ARN podem então ter se formado mais facilmente dentro dos lipossomas do que teriam fora.

#### A teoria da argila

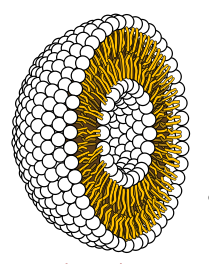
Secção transversal através de um lipossoma.

Algumas argilas, notavelmente montmorillonita, têm propriedades que os tornam aceleradores plausíveis para o surgimento de um mundo de RNA: eles crescem por auto-replicação de seu padrão cristalino, estão sujeitos a um análogo de seleção natural (como a "espécie" de argila que cresce mais rapidamente em um ambiente particular rapidamente se torna dominante) e pode catalisar a formação de moléculas de ARN. Embora essa ideia não tenha se tornado o consenso científico, ela ainda tem defensores ativos.:150–158
Pesquisas em 2003 relataram que a montmorillonita também poderia acelerar a conversão de ácido graxo em "bolhas" e que as bolhas poderiam encapsular o ARN ligado à argila. As bolhas podem então crescer, absorvendo lipídios adicionais e se dividindo. A formação das primeiras células pode ter sido auxiliada por processos similares.
Uma hipótese similar apresenta argilas ricas em ferro auto-replicantes como progenitoras de nucleotídeos, lipídeos e aminoácidos.

#### Último ancestral comum

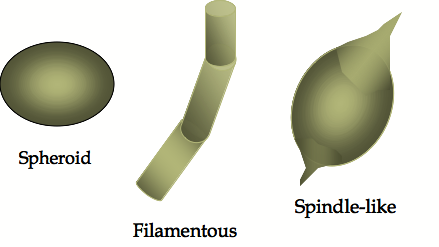
A morfologia de três tipos de microfósseis do éon Arqueano.

Acredita-se que, dessa multiplicidade de proto-células, apenas uma linhagem tenha sobrevivido. As evidências filogenéticas atuais sugerem que o último ancestral comum (UAC) viveu durante o início do éon Arqueano, talvez há 3,5 bilhões de anos. Esta célula UAC é o ancestral de toda a vida na Terra hoje. Provavelmente era um procarionte, possuindo uma membrana celular e provavelmente ribossomos, mas sem um núcleo ou membrana ligado como mitocôndria ou cloroplastos. Como as células modernas, usava DNA como código genético, ARN para transferência de informações e síntese de proteínas e enzimas para catálise de reações. Alguns cientistas acreditam que, em vez de um único organismo ser o último ancestral comum, havia populações de organismos que trocavam genes por transferência lateral de genes.

## Éon Proterozoico
O Éon Proterozoico durou entre há 2500 milhões e 542 milhões de anos.:130 Nesse período, os crátons desenvolveram-se em continentes com os tamanhos mais recentes. A mudança na atmosfera rica em oxigênio também é um desenvolvimento crucial. A vida evoluiu de procariontes para eucariotos e formas multicelulares. No Proterozoico, houve duas eras glaciais severas chamadas de terra bola de neve. Depois de a última bola de neve na Terra terminar, há cerca de 600 milhões de anos, a evolução da vida ocorreu rapidamente. Há cerca de 580 milhões de anos a biota ediacarana tornou-se o prelúdio da Explosão Cambriana.

### Revolução do oxigénio

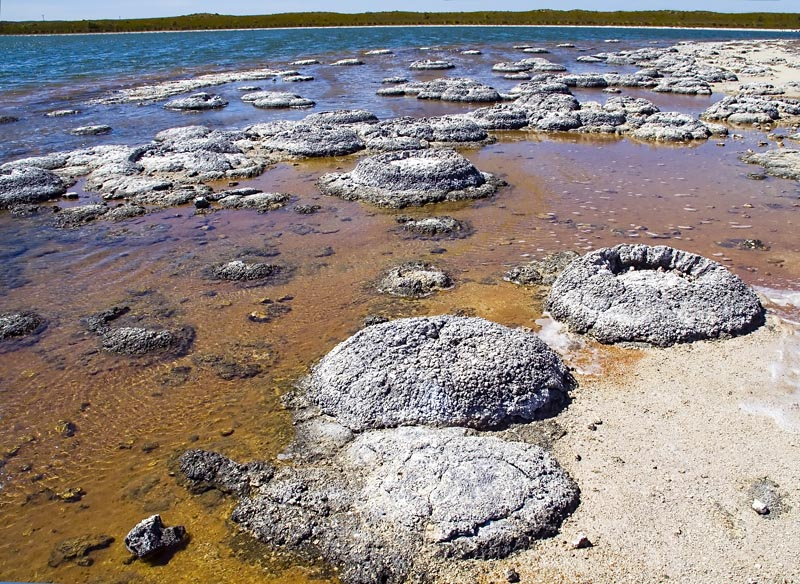
Estromatólitos são petrificados na costa do Lago Thetis, Austrália Ocidental. Os estromatólitos arqueanos são os primeiros vestígios de fósseis de vida na Terra.

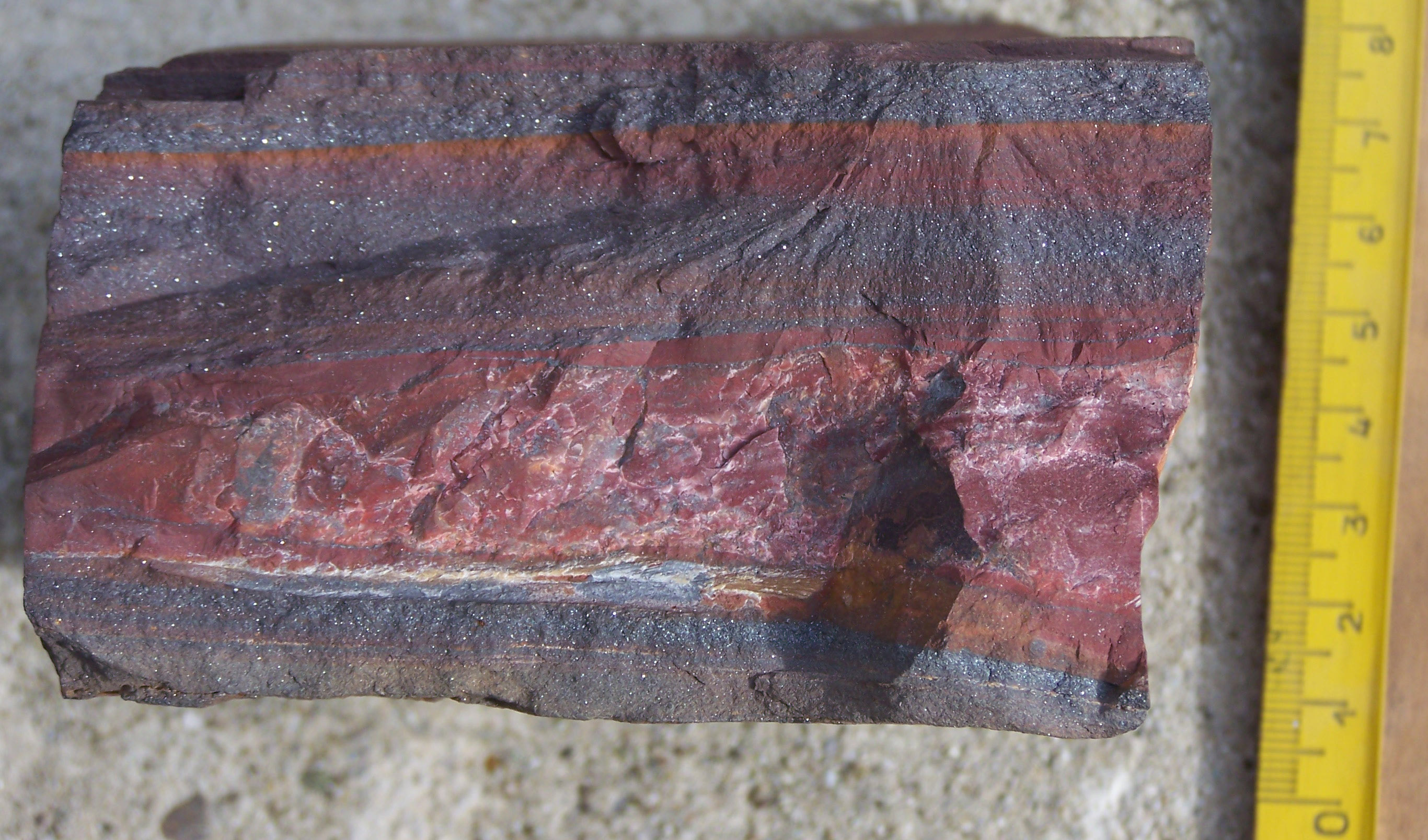
Uma formação de ferro em faixas de 3,15 bilhões Grupo Moodies, Cinturão de rochas verdes Barberton, África do Sul. As camadas vermelhas representam os momentos em que o oxigénio estava disponível; camadas cinzentas foram formadas em circunstâncias anóxicas.

As células antigas absorviam energia e alimentos do ambiente circundante. Eles usam a fermentação (a quebra de compostos mais complexos em compostos menos complexos com menos energia) e usam a energia liberada para crescer e se reproduzir. A fermentação só pode ocorrer em ambiente anaeróbico (sem oxigénio). A evolução da fotossíntese permitiu que as células produzissem seus próprios alimentos.:377
A maior parte da vida na superfície da Terra depende direta ou indiretamente da fotossíntese. A forma mais comum, a fotossíntese de oxigênio, converte dióxido de carbono, água e luz solar em alimentos. Nesse processo, a energia da luz solar é capturada em moléculas ricas em energia, como o ATP, que fornecem a energia para criar o açúcar. Para fornecer elétrons no processo, o hidrogénio é separado da água, de modo que o oxigénio é removido. Alguns organismos, como bactérias roxas e bactérias verdes sulfurosas, realizam a fotossíntese sem oxigênio que usa um substituto do hidrogénio da água como um doador de elétrons; exemplos são sulfeto de hidrogénio, enxofre e ferro. Esses organismos extremófilos vivem em ambientes extremos, como fontes termais e fontes hidrotermais.:379–382
Uma forma anoxigénica mais simples apareceu há cerca de 3,8 bilhões de anos, logo após o surgimento da vida. O início da fotossíntese oxigenada é mais controverso; as evidências confirmam seu surgimento há cerca de 2400 milhões de anos, mas alguns pesquisadores sugerem um passado mais distante há cerca de 3200 milhões de anos. Futuros mais distantes "podem aumentar a produtividade global em pelo menos duas ou três vezes". Fósseis de estromatólito estão entre os mais antigos vestígios produtores de oxigênio conhecidos no mundo.
Inicialmente, o oxigénio liberado no ar é ligado com cal, ferro e outros minerais. O ferro oxidado aparece como uma camada vermelha em camadas geológicas chamadas formações de ferro encalhadas que se formaram em abundância durante o período Sidérico (há entre 2500 milhões de anos e 2300 milhões de anos). Quando a maioria dos minerais é oxidada, eventualmente o oxigênio começa a se acumular na atmosfera. Embora cada célula produza apenas uma pequena quantidade de oxigénio, o metabolismo combinado de muitas células durante um longo período de tempo transformou a atmosfera da Terra no que é hoje. Esta atmosfera é a terceira atmosfera da Terra.:50–51:83–84, 116–117
Parte do oxigénio é estimulado pela radiação ultravioleta para formar ozônio, que se acumula em camadas próximas à alta atmosfera. A camada de ozônio absorve quantidades significativas de radiação ultravioleta que entra na atmosfera terrestre. Isso permite que as células vivam na superfície dos oceanos e depois na terra: sem a camada de ozônio, a radiação ultravioleta chovendo na terra e nos oceanos causaria mutações incontroláveis nas células expostas.:219–220
A fotossíntese também tem um grande papel. O oxigénio é tóxico; a maior parte da vida na Terra morreu porque os níveis de oxigénio aumentaram em um evento conhecido como a catástrofe do oxigénio. Criaturas resistentes sobrevivem e prosperam, e algumas delas desenvolvem a capacidade de utilizar oxigênio para aumentar o metabolismo e obter mais energia do mesmo alimento.

### Terra bola de neve

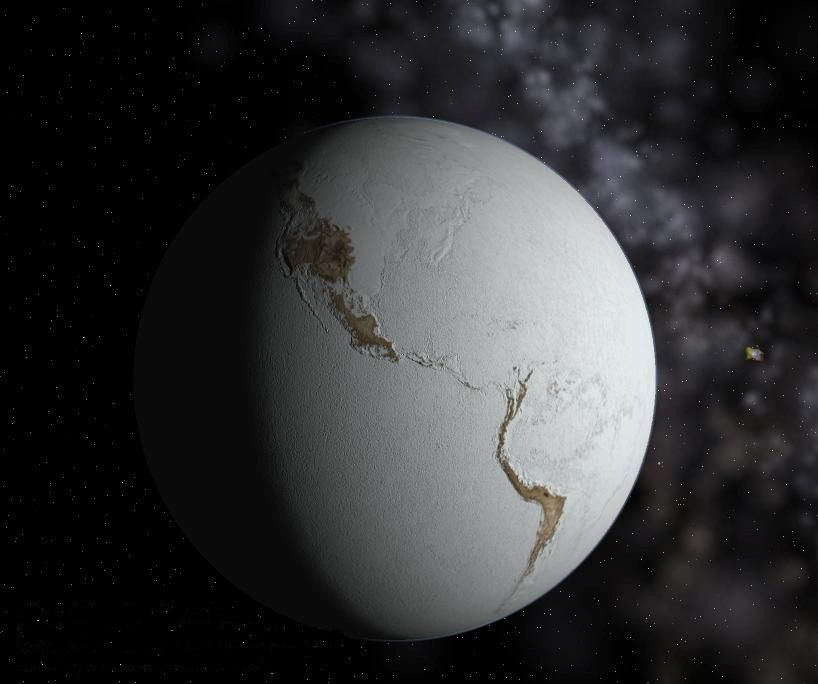
Ilustração da Terra da bola de neve; terra coberta de neve dos pólos ao equador.

Evolução natural fez com que o Sol ficasse mais brilhante durante as eras Arqueano e Proterozoico; o brilho do Sol aumenta 6% a cada bilhão de anos.:165 Como resultado, a Terra começou a receber calor do Sol durante o Éon Proterozoico. No entanto, a Terra não necessariamente aquece. Em contraste, o registro geológico indica que a Terra esfriou drasticamente durante o início do Proterozoico. Remanescentes da era do gelo encontrados na África do Sul datavam de 2,2 bilhões de anos, que naquela época-com base em evidências de paleomagnetismo–a região deveria estar localizada perto O equador. Portanto, a glaciação–conhecida como glaciação Makganyene–deve ter ocorrido globalmente. Alguns cientistas apóiam esta teoria e a idade do gelo Proterozoico foi tão severa que a Terra foi completamente congelada dos pólos até o equador: uma hipótese chamada Terra bola de neve.
Uma idade do gelo de há cerca de 2300 milhões de anos poderia ter causado diretamente um aumento na concentração de oxigénio na atmosfera, resultando em uma diminuição de metano (CH4) na atmosfera. O metano é um gás de efeito estufa forte, mas na presença de oxigênio ele reage para formar CO2, um gás de efeito estufa menos eficaz.:172 Quando livre o oxigénio está disponível na atmosfera, a concentração de metano também cai drasticamente, o suficiente para neutralizar o aumento do calor do Sol.
No entanto, o termo Terra bola de neve é mais comumente usado para descrever eras glaciais extremas posteriores durante o período criogênico. Houve quatro períodos, cada um durando cerca de 10 milhões de anos, há entre 750 e 580 milhões de anos, em que se pensa que a Terra foi coberta por gelo além das montanhas mais altas, e as temperaturas médias foram de cerca de −50 °C (−58,0 °F). A bola de neve pode ter sido em parte devido à localização do supercontinente Rodínia no Equador. O dióxido de carbono se combina com a chuva para meteorizar as rochas e formar ácido carbônico, que é levado para o mar, extraindo o gases do efeito estufa da atmosfera. Quando os continentes estão próximos aos pólos, o avanço do gelo cobre as rochas, retardando a redução do dióxido de carbono, mas no Criogênico o intemperismo de Rodínia foi capaz de continuar sem controle até que o gelo avançou para os trópicos. O processo pode ter sido finalmente revertido pela emissão de dióxido de carbono dos vulcões ou pela desestabilização dos hidratos do gás metano. De acordo com a teoria alternativa da Terra Slushball, mesmo no auge das eras glaciais ainda havia mar aberto no Equador.

### Surgimento de eucariotos

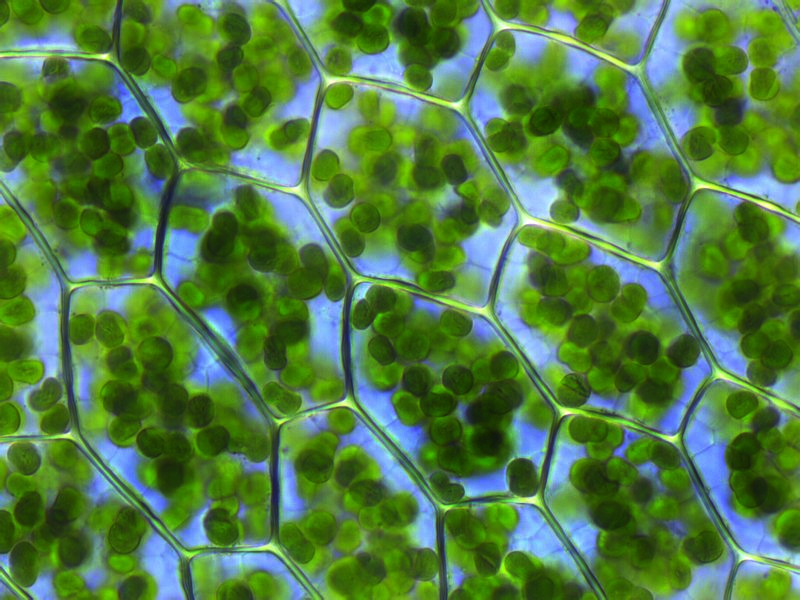
Cloroplastos nas células de um musgo

A taxonomia moderna classifica a vida em três domínios. A hora de sua origem é incerta. O domínio Bacteria provavelmente se separou primeiro das outras formas de vida (às vezes chamadas de Neomura), mas essa suposição é controversa. Logo depois disso, por 2 bilhões, o Neomura se dividiu em Archaea e Eukarya. As células eucarióticas (Eukarya) são maiores e mais complexas do que as células procarióticas (Bacteria e Archaea), e a origem dessa complexidade só agora está se tornando conhecida. Os fósseis mais antigos possuindo características típicas de fungos datam da era Paleoproterozoica, há uns 2400 milhões de anos; esses organismos bentônicos multicelulares tinham estruturas filamentosas capazes de anastomose.
Por volta dessa época, a primeira protomitocôndria foi formada. Uma célula bacteriana relacionada à atual Rickettsia, que evoluiu para metabolizar o oxigénio, entrou em uma célula procariótica maior, que não tinha essa capacidade. Talvez a célula grande tenha tentado digerir a menor, mas falhou (possivelmente devido à evolução das defesas das presas). A célula menor pode ter tentado parasitar a maior. Em qualquer caso, a célula menor sobreviveu dentro da célula maior. Usando oxigénio, ele metabolizou os produtos residuais das células maiores e derivou mais energia. Parte desse excesso de energia foi devolvido ao hospedeiro. A célula menor se replicou dentro da maior. Logo, uma simbiose estável se desenvolveu entre a célula grande e as células menores dentro dela. Com o tempo, a célula hospedeira adquiriu alguns genes das células menores, e os dois tipos tornaram-se dependentes um do outro: a célula maior não poderia sobreviver sem a energia produzida pelas menores, e estas, por sua vez, não poderiam sobreviver sem a matérias-primas fornecidas pela célula maior. A célula inteira agora é considerada um único organismo, e as células menores são classificadas como organelas chamadas mitocôndrias.
Um evento semelhante ocorreu com cianobactérias fotossintéticas entrando em grandes células heterotróficas e se tornando cloroplastos.:60–61 :536–539 Provavelmente como resultado dessas mudanças, uma linha de células capazes de fotossíntese se separou de os outros eucariotos há mais de 1 bilhão de anos. Provavelmente houve vários desses eventos de inclusão. Além da teoria endossimbiótica bem estabelecida da origem celular de mitocôndrias e cloroplastos, existem teorias de que as células levaram a peroxissomos, espiroquetas levaram a cílios e flagelos, e que talvez um vírus DNA levou ao núcleo da célula, embora nenhum deles seja amplamente aceito.
Arqueanos, bactérias e eucariotos continuaram a se diversificar e a se tornar mais complexos e mais bem adaptados a seus ambientes. Cada domínio se divide repetidamente em várias linhagens, embora pouco se saiba sobre a história das arquéias e bactérias. Por volta de 1,1 bilhões, o supercontinente Rodínia estava se formando. As linhagens de plantas, animais e fungos se dividiram, embora ainda existissem como células solitárias. Alguns deles viviam em colônias e gradualmente, começou a ocorrer uma divisão do trabalho; por exemplo, as células na periferia podem ter começado a assumir papéis diferentes das do interior. Embora a divisão entre uma colônia com células especializadas e um organismo multicelular nem sempre seja clara, há cerca de 1000 milhões de anos, surgiram as primeiras plantas multicelulares, provavelmente algas verdes. Possivelmente por volta de 900 milhões::488 488 verdadeira multicelularidade também evoluiu em animais.
No início, provavelmente se parecia com as esponjas de hoje, que têm células totipotentes que permitem que um organismo danificado se recomponha.:483–487 À medida que a divisão do trabalho foi concluída em todas as linhas de organismos multicelulares, as células se tornaram mais especializadas e mais dependentes um no outro; células isoladas morreriam.

### Supercontinentes no Proterozoico

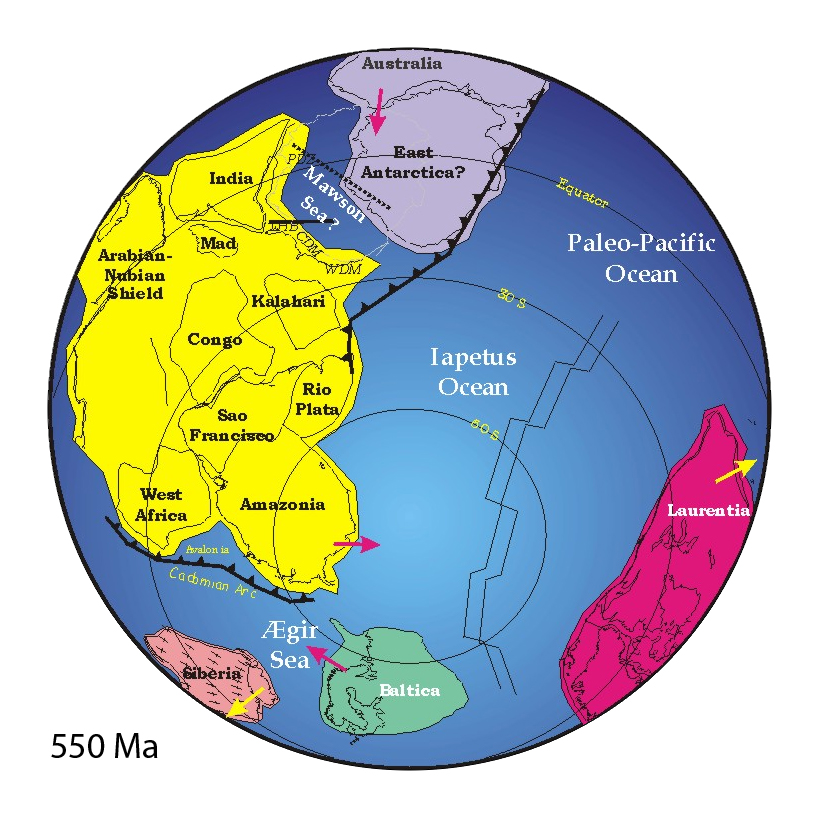
A reconstruição da Panótia (550 milhões de anos).

As reconstruções do movimento das placas tectônicas nos últimos 250 milhões de anos (eras Cenozoico e Mesozoico) podem ser feitas de forma confiável usando o ajuste de margens continentais, anomalias magnéticas do fundo do oceano e pólos paleomagnéticos. Nenhuma crosta oceânica data mais antiga do que isso, então reconstruções anteriores são mais difíceis. Os pólos paleomagnéticos são complementados por evidências geológicas, como cinturões orogênicos, que marcam as bordas de placas antigas e distribuições anteriores de flora e fauna. Quanto mais para trás no tempo, mais escassos e difíceis de interpretar os dados se tornam e mais incertas são as reconstruções.:370
Ao longo da história da Terra, houve momentos em que os continentes colidiram e formaram um supercontinente, que mais tarde se dividiu em novos continentes. Cerca de 1000 a 830 milhões de anos, a maior parte da massa continental foi unida no supercontinente Rodínia.:370 A Rodínia pode ter sido precedida por continentes do Proterozoico Médio e Inicial chamados Nuna e Colômbia.:374
Após o desmembramento de Rodínia por volta de 800 milhões de anos, os continentes podem ter formado outro supercontinente de vida curta por volta de 550 milhões. O supercontinente hipotético é algumas vezes referido como Panótia ou Vendia.:321-322 A evidência disso é uma fase de colisão continental conhecida como orogenia pan-africana, que se juntou às massas continentais da atual África, América do Sul, Antártica e Austrália. A existência de Pannotia depende do momento da separação entre Gondwana (que incluía a maior parte da massa de terra agora no hemisfério sul, bem como a Península Arábica e o subcontinente indiano) e Laurentia (aproximadamente equivalente à atual América do Norte).:374 É pelo menos certo que até o final do éon Proterozoico, a maior parte da massa continental estava unida em uma posição em torno do pólo sul.

### Clima e vida do Proterozoico Tardio

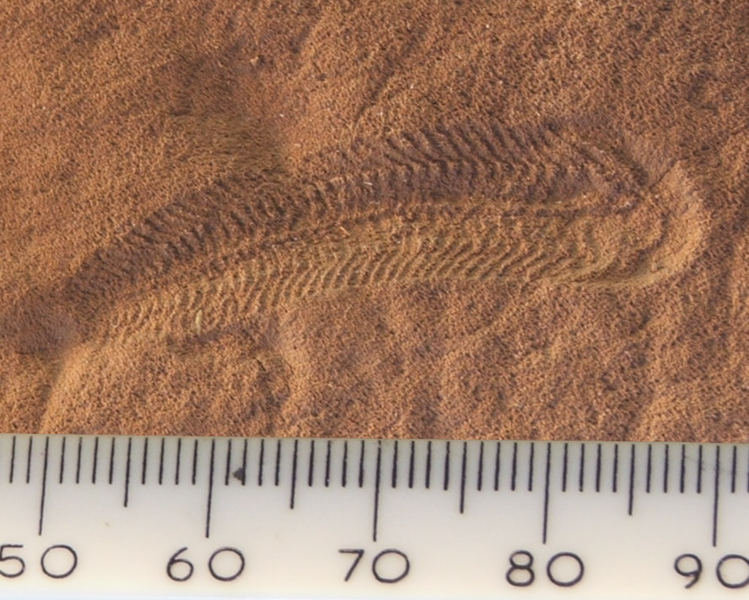
Datado em 580 milhões de anos, fóssil de Spriggina floundensi, um animal no período Ediacarano. Essas formas de vida podem ter sido ancestrais das muitas novas formas que se originaram no Explosão Cambriana.

O fim do Proterozoico viu pelo menos duas Terras bolas de neve, tão severas que a superfície dos oceanos pode ter sido completamente congelada. Isso aconteceu por volta de 716,5 e 635 milhões de anos, no período Criogênico. A intensidade e o mecanismo de ambas as glaciações ainda estão sob investigação da Terra bola de neve e mais difíceis de explicar do que o início do Proterozoico. A maioria dos paleoclimatologistas acredita que os episódios de frio estão ligados à formação do supercontinente Rodínia. Como Rodínia estava centrado no Equador, as taxas de intemperismo químico aumentaram e o dióxido de carbono (CO2) foi retirado da atmosfera. Como o CO2 é um importante gás de efeito estufa, os climas esfriaram globalmente. Da mesma forma, durante as Terras bolas de neve a maior parte da superfície continental foi coberta com pergelissolo, o que diminuiu o intemperismo químico novamente, levando ao fim das glaciações. Uma hipótese alternativa é que uma quantidade suficiente de dióxido de carbono escapou através da liberação vulcânica de gases que o efeito estufa resultante elevou as temperaturas globais. O aumento da atividade vulcânica resultou do desmembramento de Rodinia quase ao mesmo tempo.
O período Criogênico foi seguido pelo período Ediacarano, que foi caracterizado por um rápido desenvolvimento de novas formas de vida multicelulares. Não está claro se há uma conexão entre o fim das severas eras glaciais e o aumento da diversidade da vida, mas não parece coincidência. As novas formas de vida, chamadas de biota ediacarana, eram maiores e mais diversificadas do que nunca. Embora a taxonomia da maioria das formas de vida ediacaranas não seja clara, algumas foram ancestrais de grupos da vida moderna. Desenvolvimentos importantes foram a origem das células musculares e neurais. Nenhum dos fósseis de Ediacarano tinha partes do corpo duras como esqueletos. Estes aparecem pela primeira vez após a fronteira entre os éons Proterozoico e Fanerozoico ou os períodos Ediacarano e Cambriano.

## Éon Fanerozoico
O Fanerozoico é o atual éon na Terra, que começou há aproximadamente 542 milhões de anos. Consiste em três eras: o Paleozoico, o Mesozoico e o Cenozoico, e é a época em que a vida multicelular se diversificou muito em quase todos os organismos conhecidos hoje.
A era Paleozoica ("velha vida") foi a primeira e mais longa era do éon Fanerozoico, durando de 542 a 251 milhões de anos. Durante o Paleozoico, muitos grupos modernos de vida surgiram. A vida colonizou a terra, primeiro as plantas, depois os animais. Duas grandes extinções ocorreram. Os continentes formados no desmembramento de Panótia e Rodínia no final do Proterozoico lentamente se moveram juntos novamente, formando o supercontinente Pangeia no final do Paleozoico.
A era Mesozoica ("vida média") durou de 251 milhões a 66 milhões de anos. É subdividido nos períodos Triássico, Jurássico e Cretáceo. A era começou com o evento de extinção do Permiano-Triássico, o evento de extinção mais severo no registro fóssil; 95% das espécies na Terra morreram. Terminou com o evento de extinção do Cretáceo-Paleogeno que exterminou os dinossauros.
A era Cenozoica ("nova vida") começou aos 66 milhões, e é subdividida nos períodos Paleogeno, Neogeno e Quaternário. Esses três períodos são divididos em sete subdivisões, com o Paleogeno composto de Paleoceno, Eoceno e Oligoceno, o Neogeno dividido em Mioceno, Plioceno e Quaternário, composto de Pleistoceno e Holoceno. Mamíferos, pássaros, anfíbios, crocodilianos, tartarugas e lepidosauros sobreviveram ao evento de extinção do Cretáceo-Paleogeno que matou os dinossauros não-aviários e muitas outras formas de vida, e esta é a era em que eles se diversificaram em suas formas modernas.

### Tectônica, paleogeografia e clima

Pangeia é um supercontinente que outros de cerca de 300 a 180 milhões. Os contornos dos continentes modernos e outras massas de terra são indicados neste mapa.

No final do Proterozoico, o supercontinente Panótia se dividiu nos continentes menores Laurentia, Báltica, Sibéria e Gondwana. Durante os períodos em que os continentes se separam, mais crosta oceânica é formada pela atividade vulcânica. Como a crosta vulcânica jovem é relativamente mais quente e menos densa do que a crosta oceânica antiga, o fundo do oceano sobe durante esses períodos. Isso faz com que o nível do mar suba. Portanto, na primeira metade do Paleozoico, grandes áreas dos continentes estavam abaixo do nível do mar.
Os climas do início do Paleozoico eram mais quentes do que hoje, mas o fim do Ordoviciano viu uma curta era do gelo durante a qual as geleiras cobriram o pólo sul, onde o enorme continente Gondwana estava situado. Vestígios de glaciação deste período são encontrados apenas no antigo Gondwana. Durante a Era do Gelo Ordoviciano Superior, algumas extinções em massa ocorreram, nas quais muitos braquiópodes, trilobitas, briozoários e corais desapareceram. Essas espécies marinhas provavelmente não poderiam lidar com a diminuição da temperatura da água do mar.
Os continentes Laurentia e Báltica colidiram entre 450 e 400 milhões de anos, durante a Orogenia caledoniana, para formar Laurásia (também conhecida como Euramérica). Traços do cinturão de montanhas que essa colisão causou podem ser encontrados na Escandinávia, na Escócia e nos Apalaches do Norte. No período Devoniano (416-359 milhões) Gondwana e Sibéria começaram a se mover em direção a Laurásia. A colisão da Sibéria com Laurásia causou a Orogenia uraliana, a colisão de Gondwana com Laurásia é chamada de Orogenia variscana ou hercínica na Europa ou Orogenia allegheniana na América do Norte. A última fase ocorreu durante o período Carbonífero (359–299 milhões) e na formação do último supercontinente, Pangeia.
Por volta de 180 milhões de anos, Pangeia se dividiu em Laurásia e Gondwana.

### Explosão Cambriana

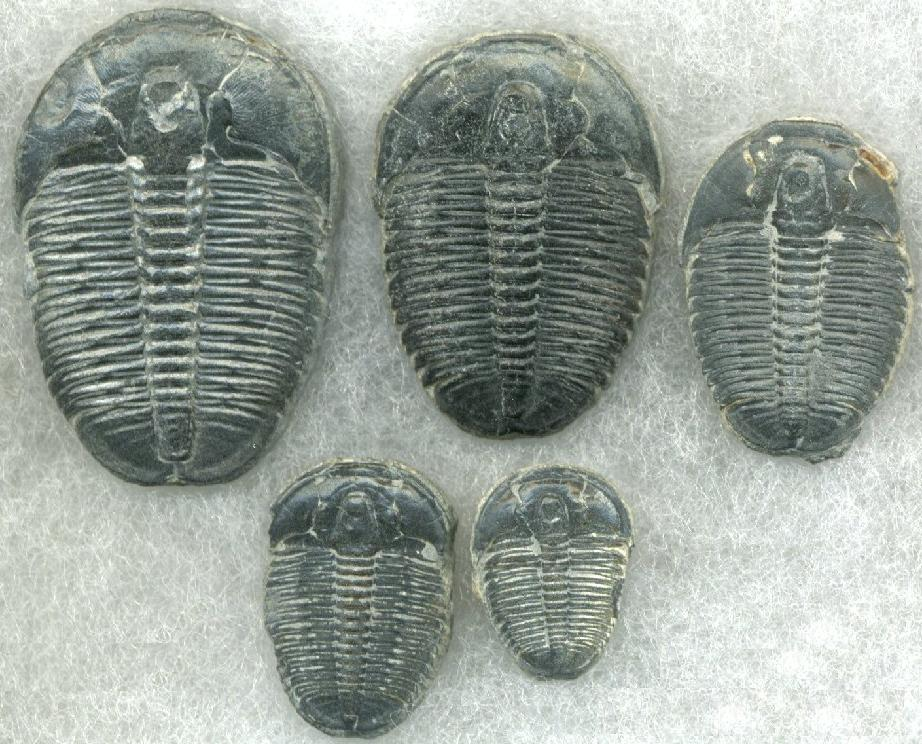
Primeiros trilobitas apareceu durante o período Cambriano e estava entre os grupos mais difundidos e diversos de organismos Paleozoicos.

A taxa de evolução da vida registrada pelos fósseis acelerou no período Cambriano (542-488 milhões de anos). O súbito surgimento de muitas novas espécies, filos e formas neste período é chamado de Explosão Cambriana. O fomento biológico na Explosão Cambriana não tinha precedentes antes e desde então.:229 Considerando que as formas de vida ediacaranas parecem ainda primitivas e não fáceis de serem colocadas em qualquer grupo moderno, no final do Cambriano a maioria dos filos modernos já estavam presentes. O desenvolvimento de partes duras do corpo, como conchas, esqueletos ou exoesqueletos em animais como moluscos, equinodermos, crinóides e artrópodes (um grupo bem conhecido de artrópodes do Paleozoico inferior são os trilobitas) tornou a preservação e fossilização de tais formas de vida mais fácil do que aqueles de seus ancestrais Proterozoicos. Por esta razão, sabe-se muito mais sobre a vida no Cambriano e depois dele do que sobre os períodos anteriores. Alguns desses grupos cambrianos parecem complexos, mas são aparentemente muito diferentes da vida moderna; exemplos são Anomalocaris e Haikouichthys. Mais recentemente, no entanto, estes parecem ter encontrado um lugar na classificação moderna.
Durante o Cambriano, apareceram os primeiros animais vertebrados, entre eles os primeiros peixes.:357 Uma criatura que poderia ter sido o ancestral dos peixes, ou provavelmente tinha parentesco próximo com ele, era Pikaia. Ele tinha uma notocorda primitiva, uma estrutura que poderia ter se desenvolvido em uma coluna vertebral posteriormente. Os primeiros peixes com mandíbulas (Gnathostomata) surgiram durante o período geológico seguinte, o Ordoviciano. A colonização de novos nichos em corpos massivos. Desta forma, peixes com tamanhos crescentes evoluíram durante o início do Paleozoico, como o titânico placoderme Dunkleosteus, que poderia crescer 7 metros (23 pés) de comprimento.
A diversidade de formas de vida não aumentou muito por causa de uma série de extinções em massa que definem unidades bioestratigráficas generalizadas chamadas biômeros. Após a extinção de cada pulso, as regiões da plataforma continental foram repovoadas por formas de vida semelhantes que podem ter evoluído lentamente em outros lugares. No final do Cambriano, os trilobitas atingiram sua maior diversidade e dominaram quase todas as assembléias fósseis.:34

### Colonização de terras

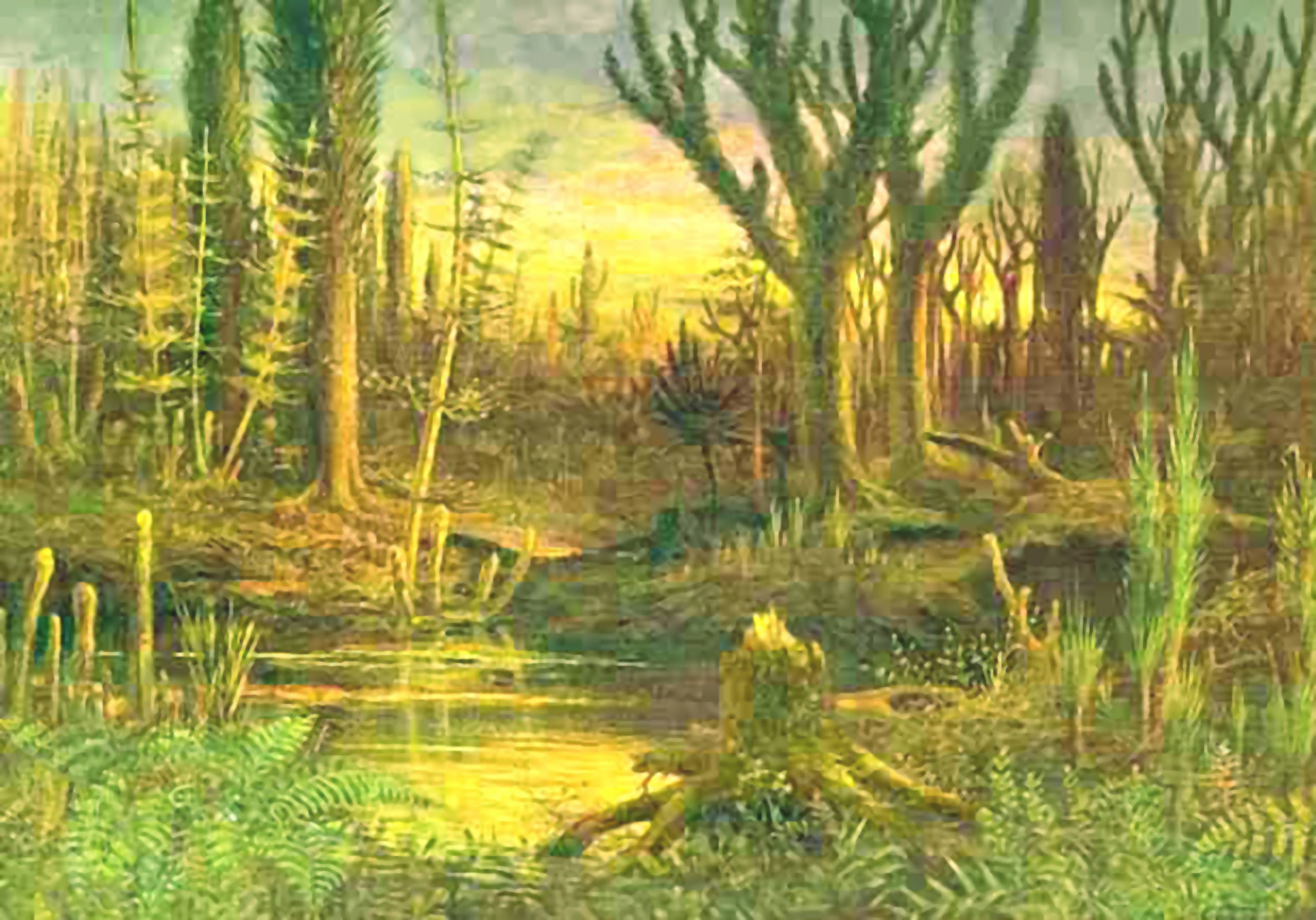
Concepção artística da flora Devoniana.

O acúmulo de oxigénio da fotossíntese, na formação de uma camada de ozônio que absorveu grande parte da radiação ultravioleta do Sol, significando que os organismos unicelulares que alcançaram a terra tinham menos probabilidade de morrer, e os procariotos começaram a se multiplicar e se tornar mais bem adaptados para sobreviver fora d'água. Linhagens procariontes provavelmente colonizaram a terra já em 2,6 bilhões de anos, mesmo antes da origem dos eucariotos. Por muito tempo, a terra permaneceu sem organismos multicelulares. O supercontinente Panótia formou-se por volta de 600 milhões de anos e se separou 50 milhões de anos depois. Os peixes, os primeiros vertebrados, evoluíram nos oceanos por volta de 530 milhões de anos.:354 Um grande evento de extinção ocorreu perto do final do período Cambriano, que terminou em 488 milhões de anos.
Há várias centenas de milhões de anos, plantas (provavelmente semelhantes a algas) e fungos começaram a crescer nas margens da água, e em seguida, fora dela.:138-140 Os fósseis mais antigos de fungos e plantas terrestres datam de 480-460 milhões de anos, embora a evidência molecular sugira que os fungos podem ter colonizado a terra já em 1000 milhões e as plantas em 700 milhões de anos. Permanecendo inicialmente próximo à beira da água, mutações e variações, em maior colonização deste novo ambiente. O momento em que os primeiros animais deixaram os oceanos não é conhecido com precisão: a mais antiga evidência clara é de artrópodes em terra por volta de 450 milhões de anos, talvez prosperando e se adaptando melhor devido à vasta fonte de alimento fornecida pelas plantas terrestres. Também há evidências não confirmadas de que os artrópodes podem ter aparecido em terra por volta de 530 milhões de anos.

### Evolução dos tetrápodes

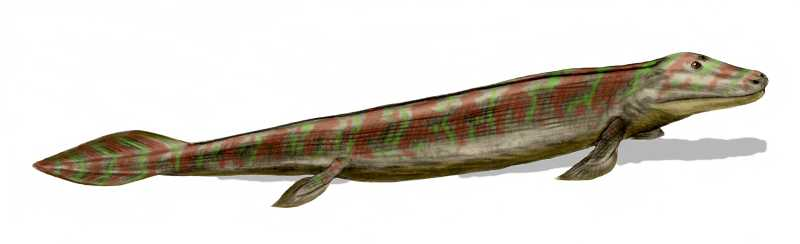
Tiktaalik, um peixe com nadadeiras semelhantes a membros e um predecessor dos tetrápodes. Reconstrução de fósseis com cerca de 375 milhões de anos.

No final do período Ordoviciano, 443 milhões de anos, ocorreram eventos de extinção adicionais, talvez devido a uma era do gelo simultânea. Por volta de 380 a 375 milhões de anos, os primeiros tetrápodes evoluíram dos peixes. As barbatanas evoluíram para se tornarem membros que os primeiros tetrápodes usavam para levantar a cabeça da água para respirar. Isso os deixaria viver em águas pobres em oxigénio ou perseguir pequenas presas em águas rasas. Eles podem ter se aventurado posteriormente em terra por breves períodos. Eventualmente, alguns deles se adaptaram tão bem à vida terrestre que passaram a vida adulta na terra, embora tenham eclodido na água e voltado para colocar seus ovos. Essa foi a origem dos anfíbios. Por volta de 365 milhões de anos, outro período de extinção ocorreu, talvez como resultado do esfriamento global. As plantas desenvolveram sementes, o que acelerou drasticamente sua propagação na terra, nessa época (em aproximadamente 360 milhões de anos).
Cerca de 20 milhões de anos depois (340 milhões de anos:293–296), o ovo amniótico evoluiu, o que poderia ser colocado na terra, dando uma vantagem de sobrevivência aos embriões de tetrápodes. Isso decorre da divergência de amniotas de anfíbios. Outros 30 milhões de anos (310 milhões:254–256) viram a divergência dos sinapsídeos (incluindo mamíferos) dos sauropsídeos (incluindo pássaros e répteis). Outros grupos de organismos continuaram a evoluir e as linhas divergiram–em peixes, insetos, bactérias e assim por diante–mas menos se sabe dos detalhes.

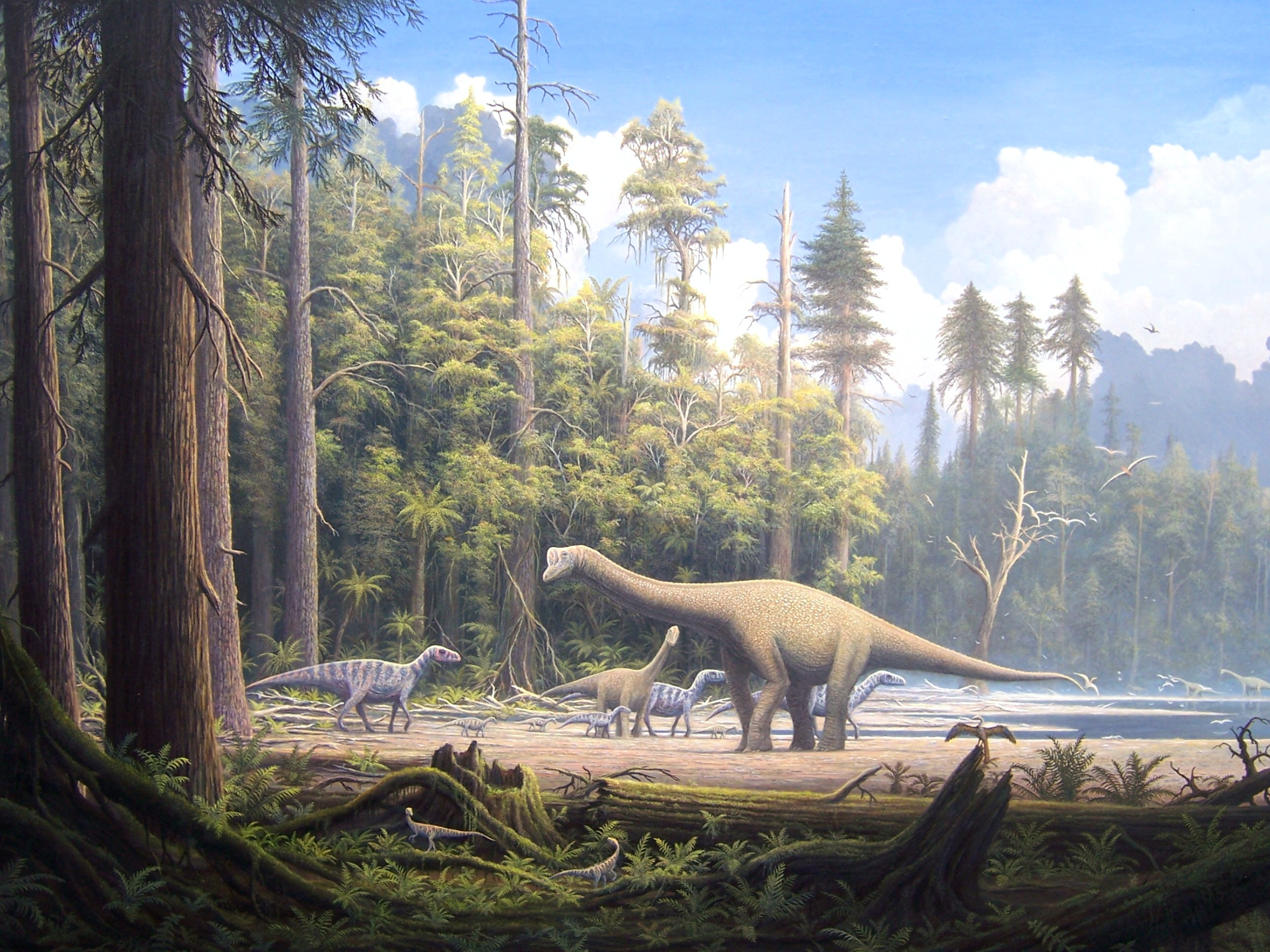
Dinossauros foram os vertebrados terrestres dominantes na maior parte do Mesozoico.

Os dinossauros foram os vertebrados terrestres dominantes na maior parte do Mesozoico. Depois de outra, a extinção mais severa do período (251~250 milhões de anos), por volta de 230 milhões de anos, os dinossauros se separaram de seus ancestrais reptilianos. O evento de extinção do Triássico-Jurássico em 200 milhões de anos poupou muitos dos dinossauros, e eles logo se tornaram dominantes entre os vertebrados. Embora algumas linhagens de mamíferos tenham começado a se separar durante este período, os mamíferos existentes eram provavelmente pequenos animais semelhantes a musaranhos.:169
A fronteira entre dinossauros aviários e não aviários não é clara, mas o Archaeopteryx, tradicionalmente considerado uma das primeiras aves, viveu por volta de 150 milhões de anos.
A evidência mais antiga de angiospermas em desenvolvimento de flores é durante o período Cretáceo, cerca de 20 milhões de anos depois (132 milhões de anos).

### Extinções
A primeira das cinco grandes extinções em massa foi a extinção do Ordoviciano-Siluriano. Sua possível causa foi a intensa glaciação de Gondwana, que acabou resultando em uma terra em forma de bola de neve. 60% dos invertebrados marinhos foram extintos e 25% de todas as famílias.
A segunda extinção em massa foi a extinção do Devoniano Superior, provavelmente causada pela evolução das árvores, que poderia ter levado ao esgotamento dos gases de efeito estufa (como o CO2) ou à eutrofização da água. 70% de todas as espécies foram extintas.
A terceira extinção em massa foi o Permiano-Triássico, ou Grande Morte, evento possivelmente causado por alguma combinação do evento vulcânico Trapps siberianos, um impacto de asteróide, gaseificação de hidrato de metano, flutuações do nível do mar e um grande evento anóxico. Tanto a cratera proposta da Terra Wilkes na Antártica ou a estrutura de Bedout na costa noroeste da Austrália podem indicar uma conexão de impacto com a extinção do Permiano-Triássico. Mas permanece incerto se essas ou outras crateras de limite Permiano-Triássico propostas são crateras de impacto real ou mesmo contemporâneas com o evento de extinção Permiano-Triássico. Esta foi de longe a extinção mais mortal de todos os tempos, com cerca de 57% de todas as famílias e 83% de todos os gêneros mortos.
A quarta extinção em massa foi o evento de extinção do Triássico-Jurássico em que quase todos os sinapsídeos e arquossauros foram extintos, provavelmente devido à nova competição de dinossauros.
A quinta e mais recente extinção em massa foi a extinção K-T. Em 66 milhões de anos, um asteróide de 10 quilômetros (6,2 milhas) atingiu a Terra perto da Península de Iucatã–em algum lugar na ponta sudoeste da Laurásia–onde a cratera de Chicxulub está hoje. Isso ejetou grandes quantidades de partículas e vapor no ar que obstruiu a luz do sol, inibindo a fotossíntese. 75% de toda a vida, incluindo os dinossauros não aviários, foram extintos, marcando o fim do período Cretáceo e da era Mesozoica.

### Diversificação de mamíferos
Os primeiros mamíferos verdadeiros evoluíram nas sombras dos dinossauros e outros grandes arcossauros que encheram o mundo no final do Triássico. Os primeiros mamíferos eram muito pequenos e provavelmente noturnos para escapar da predação. A diversificação dos mamíferos realmente começou somente após o evento de extinção do Cretáceo-Paleogeno. No início do Paleoceno, a Terra se recuperou da extinção e a diversidade de mamíferos aumentou. Criaturas como Ambulocetus foram para os oceanos para eventualmente evoluir para baleias, enquanto algumas criaturas, como primatas, foram para as árvores. Tudo isso mudou durante a metade para o final do Eoceno, quando a corrente circun-antártica se formou entre a Antártica e a Austrália, que interrompeu os padrões climáticos em escala global. A savana sem grama começou a predominar grande parte da paisagem, e mamíferos como o Andrewsarchus se tornaram o maior mamífero predador terrestre conhecido de todos os tempos, e as primeiras baleias como Basilosaurus assumiram o controle dos mares.
A evolução da grama trouxe uma mudança notável para a paisagem da Terra, e os novos espaços abertos criados levaram os mamíferos a ficarem cada vez maiores. A grama começou a se expandir no Mioceno, e é no Mioceno que muitos mamíferos modernos apareceram pela primeira vez. Ungulados gigantes como Paraceratherium e Deinotherium evoluíram para governar as pastagens. A evolução da grama também trouxe primatas para baixo das árvores e deu início à evolução humana. Os primeiros felinos também evoluíram nessa época. O mar de Tétis foi fechado pela colisão da África e da Europa.
A formação do Panamá foi talvez o evento geológico mais importante que ocorreu nos últimos 60 milhões de anos. As correntes do Atlântico e do Pacífico se isolaram, o que ocasionou a formação da corrente do Golfo, que tornou a Europa mais quente. A ponte de terra permitiu que criaturas isoladas da América do Sul migrassem para a América do Norte e vice-versa. Várias espécies migraram para o sul, levando à presença na América do Sul de lhamas, o urso de óculos, jupará e onças.
Três milhões de anos antes do presente ocorreu o início da época do Pleistoceno, que apresentou mudanças climáticas dramáticas devido às eras do gelo. As eras do gelo levaram à evolução do homem moderno na África do Saara e à expansão. A mega-fauna que dominava se alimentava de pastagens que, a essa altura, haviam dominado grande parte do mundo subtropical. As grandes quantidades de água retidas no gelo permitiram que vários corpos d'água encolhessem e às vezes desaparecessem, como o Mar do Norte e o Estreito de Bering. Muitos acreditam que ocorreu uma grande migração ao longo da Beríngia, por isso, hoje, existem camelos (que evoluíram e se extinguiram na América do Norte), cavalos (que evoluíram e se extinguiram na América do Norte) e nativos americanos. O fim da última era glacial coincidiu com a expansão do homem, junto com uma enorme morte da mega-fauna da era glacial. Esta extinção é apelidada de "Sexta Extinção".

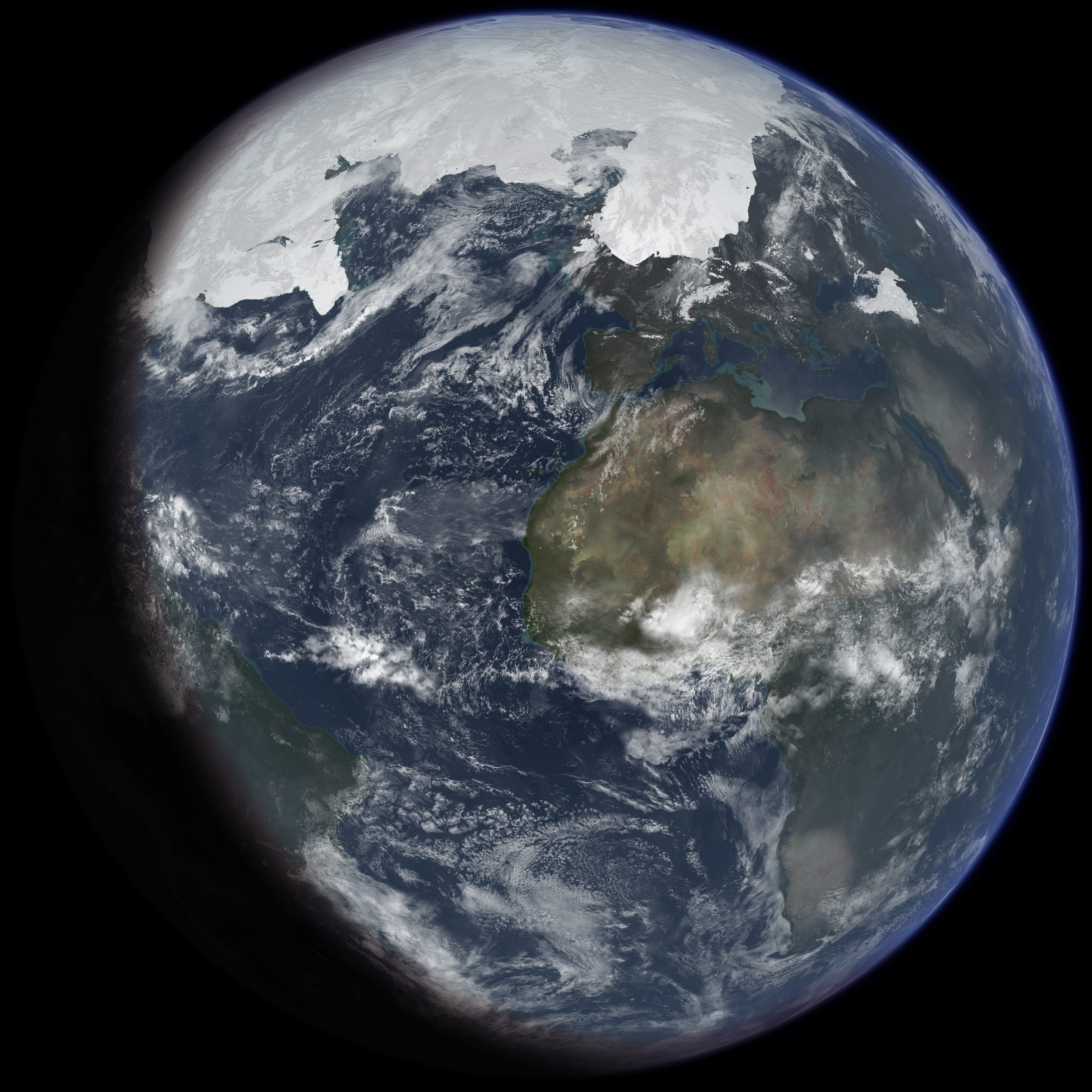
Uma impressão artística da era glacial da Terra no máximo glacial.

### Evolução humana
Um pequeno macaco africano que vivia por volta dos 6 milhões de anos foi o último animal cujos descendentes incluiriam humanos modernos e seus parentes mais próximos, os chimpanzés.:100–101 Apenas dois ramos de sua árvore genealógica têm descendentes sobreviventes. Logo após a divisão, por razões que ainda não estão claras, macacos em um ramo desenvolveram a capacidade de andar eretos.:95-99 O tamanho do cérebro aumentou rapidamente, e em 2 milhões de anos, os primeiros animais classificados no gênero Homo tiveram:300 Claro, a linha entre as diferentes espécies ou mesmo gêneros é um tanto arbitrária, pois os organismos mudam continuamente ao longo das gerações. Por volta da mesma época, o outro ramo se dividiu em ancestrais do chimpanzé-comum e ancestrais do bonobo à medida que a evolução continuou simultaneamente em todas as formas de vida.:100-101
A capacidade de controlar o fogo provavelmente começou no Homo erectus (ou Homo ergaster), provavelmente pelo menos há 790 000 anos, mas talvez já há 1,5 milhões de anos.:67 O uso e descoberta do fogo controlado pode até mesmo ser anterior ao Homo erectus. O fogo foi possivelmente usado pelo hominídeo Homo habilis do Paleolítico Inferior (Olduvaiense) ou australopitecinos fortes como o Paranthropus.

Uma reconstrução da história humana com base em dados fósseis.

É mais difícil estabelecer a origem da linguagem; não está claro se o Homo erectus podia falar ou se essa capacidade não tinha começado até o Homo sapiens.:67 À medida que o tamanho do cérebro aumentava, os bebês nasciam mais cedo, antes que suas cabeças ficassem grandes demais para passar pela pélvis. Como resultado, eles exibiam mais plasticidade, e portanto, possuíam uma maior capacidade de aprender e exigiam um período mais longo de dependência. As habilidades sociais tornaram-se mais complexas, a linguagem tornou-se mais sofisticada e as ferramentas tornaram-se mais elaboradas. Isso contribuiu para uma maior cooperação e desenvolvimento intelectual.:7 Acredita-se que os humanos modernos (Homo sapiens) tenham se originado há cerca de 200 000 anos ou antes na África; os fósseis mais antigos datam de há cerca de 160 000 anos.
Os primeiros humanos a mostrar sinais de espiritualidade são os Neandertais (geralmente classificados como uma espécie separada sem descendentes sobreviventes); eles enterravam seus mortos, muitas vezes sem nenhum sinal de comida ou ferramentas.:17 No entanto, evidências de crenças mais sofisticadas, como as primeiras pinturas em cavernas de Cro-Magnon (provavelmente com significado mágico ou religioso):17-19 não apareceu senão há 32 000 anos. Cro-Magnons também deixaram para trás estatuetas de pedra, como Vénus de Willendorf, provavelmente também significando crença religiosa.:17-19 Por volta de há 11 000 anos, o Homo sapiens havia alcançado o extremo sul da América do Sul, o último dos continentes desabitados (exceto para a Antártica, que permaneceu praticamente desconhecida até 1820 d.C.). O uso de ferramentas e a comunicação continuaram a melhorar e as relações interpessoais tornaram-se mais complexas.

#### História humana

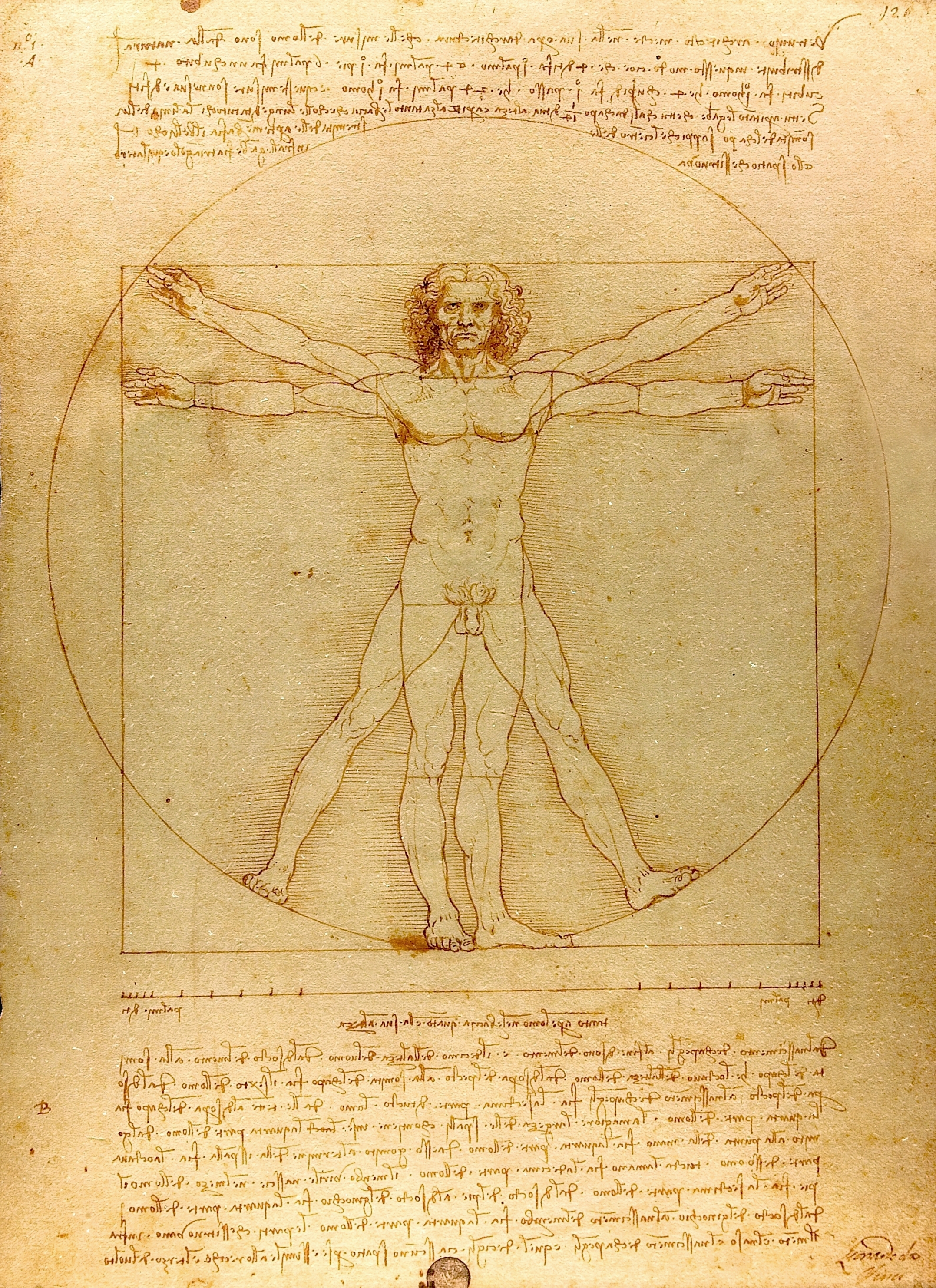
Homem Vitruviano por Leonardo da Vinci resume os avanços na arte e na ciência vistos durante o Renascimento.

Ao longo de mais de 90% de sua história, o Homo sapiens viveu em pequenos bandos como caçadores-coletores nômades.:8 Conforme a linguagem se tornou mais complexa, a capacidade de lembrar e comunicar informações resultou, de acordo com uma teoria proposta por Richard Dawkins, em um novo replicador: o meme. As ideias podiam ser trocadas rapidamente e passadas de geração a geração. A evolução cultural ultrapassou rapidamente a evolução biológica e a história propriamente dita começou. Entre 8.500 e 7.000 a.C., os humanos no Crescente Fértil no Oriente Médio começaram a criação sistemática de plantas e animais: a agricultura. Isso se espalhou para as regiões vizinhas e se desenvolveu independentemente em outros lugares, até que a maioria dos Homo sapiens viveu vidas sedentárias em assentamentos permanentes como agricultores. Nem todas as sociedades abandonaram o nomadismo, especialmente aquelas em áreas isoladas do globo pobres em espécies de plantas domesticáveis, como a Austrália. No entanto, entre as civilizações que adotaram a agricultura, a estabilidade relativa e o aumento da produtividade proporcionados pela agricultura permitiram que a população se expandisse.
A agricultura teve um grande impacto; os humanos começaram a afetar o meio ambiente como nunca antes. O excedente de alimentos permitiu o surgimento de uma classe sacerdotal ou governante, seguida por uma divisão crescente do trabalho. Isso levou à primeira civilização da Terra na Suméria, no Oriente Médio, entre 4.000 e 3.000 a.C.:15 Civilizações adicionais surgiram rapidamente no antigo Egito, no vale do rio Indo e na China. A invenção da escrita possibilitou o surgimento de sociedades complexas: a manutenção de registros e as bibliotecas serviam como um depósito de conhecimento e aumentaram a transmissão cultural da informação. Os humanos não tinham mais que gastar todo o seu tempo trabalhando para sobreviver, permitindo as primeiras ocupações especializadas (por exemplo, artesãos, mercadores, padres, etc.). A curiosidade e a educação impulsionaram a busca de conhecimento e sabedoria, e várias disciplinas, incluindo a ciência (em uma forma primitiva), surgiram. Isso, por sua vez, levou ao surgimento de civilizações cada vez maiores e mais complexas, como os primeiros impérios, que às vezes negociavam entre si ou lutavam por território e recursos.
Por volta de 500 a.C., havia civilizações avançadas no Oriente Médio, Irã, Índia, China e Grécia, às vezes em expansão, às vezes entrando em declínio.:3 Em 221 a.C., a China tornou-se um único governo que cresceria para espalhar sua cultura por todo o Ásia Oriental, e permaneceu como a nação mais populosa do mundo. Durante este período, textos famosos hindus conhecidos como vedas surgiram na civilização do Vale do Indo. Esta civilização se desenvolveu em guerra, artes, ciência, matemática e em arquiteto. Os fundamentos da civilização ocidental foram amplamente moldados na Grécia Antiga, com o primeiro governo democrático do mundo e grandes avanços na filosofia, ciência. Roma Antiga em direito, governo e engenharia. O Império Romano foi Cristianizado pelo Imperador Constantino no início do século IV e declinou no final do século V. Começando com o século VII, Cristianização da Europa começou. Em 610, o Islã foi fundado e rapidamente se tornou a religião dominante na Ásia Ocidental. A Casa da Sabedoria foi estabelecida na era Abássida–era Bagdá, Iraque. É considerado um importante centro intelectual durante a Idade de ouro islâmica, onde etudiosos muçulmanos em Bagdá e Cairo floresceram do século IX ao XIII até o saque mongol de Bagdá em 1258 d.C. Em 1054 d.C., o Grande Cisma entre a Igreja Católica Romana e a Igreja Ortodoxa Oriental levou a diferenças culturais proeminentes entre Ocidental e Europa Oriental.
No século XIV, o Renascimento começou na Itália com avanços na religião, arte e ciência.:317–319 Naquela época, a Igreja Cristã como uma instituição política entidade perdeu muito de seu poder. Em 1492, Cristóvão Colombo alcançou as Américas, iniciando grandes mudanças no novo mundo. A civilização europeia começou a mudar a partir de 1500, levando às revoluções científica e industrial. Esse continente começou a exercer domínio político e cultural sobre as sociedades humanas em todo o mundo, numa época conhecida como Era colonial (ver também Era dos Descobrimentos).:295–299 No século XVIII, um movimento cultural conhecido como Iluminismo moldou ainda mais a mentalidade da Europa e contribuiu para sua secularização. De 1914 a 1918 e de 1939 a 1945, as nações ao redor do mundo foram envolvidas nas guerras mundiais. Estabelecida após a Primeira Guerra Mundial, a Liga das Nações foi um primeiro passo no estabelecimento de instituições internacionais para resolver disputas pacificamente. Depois de falhar em prevenir a Segunda Guerra Mundial, o conflito mais sangrento da humanidade, foi substituído pelas Nações Unidas. Após a guerra, muitos novos estados foram formados, declarando ou recebendo a independência em um período de descolonização. O capitalista democrático Estados Unidos e o socialista União Soviética tornaram-se as superpotências dominantes no mundo por um tempo e mantiveram uma rivalidade ideológica, muitas vezes violenta, conhecida como Guerra Fria até a dissolução desta. Em 1992, várias nações europeias aderiram à União Europeia. À medida que o transporte e a comunicação melhoraram, as economias e os assuntos políticos das nações em todo o mundo tornaram-se cada vez mais interligados. Essa globalização frequentemente produz conflito e cooperação.

#### Eventos recentes

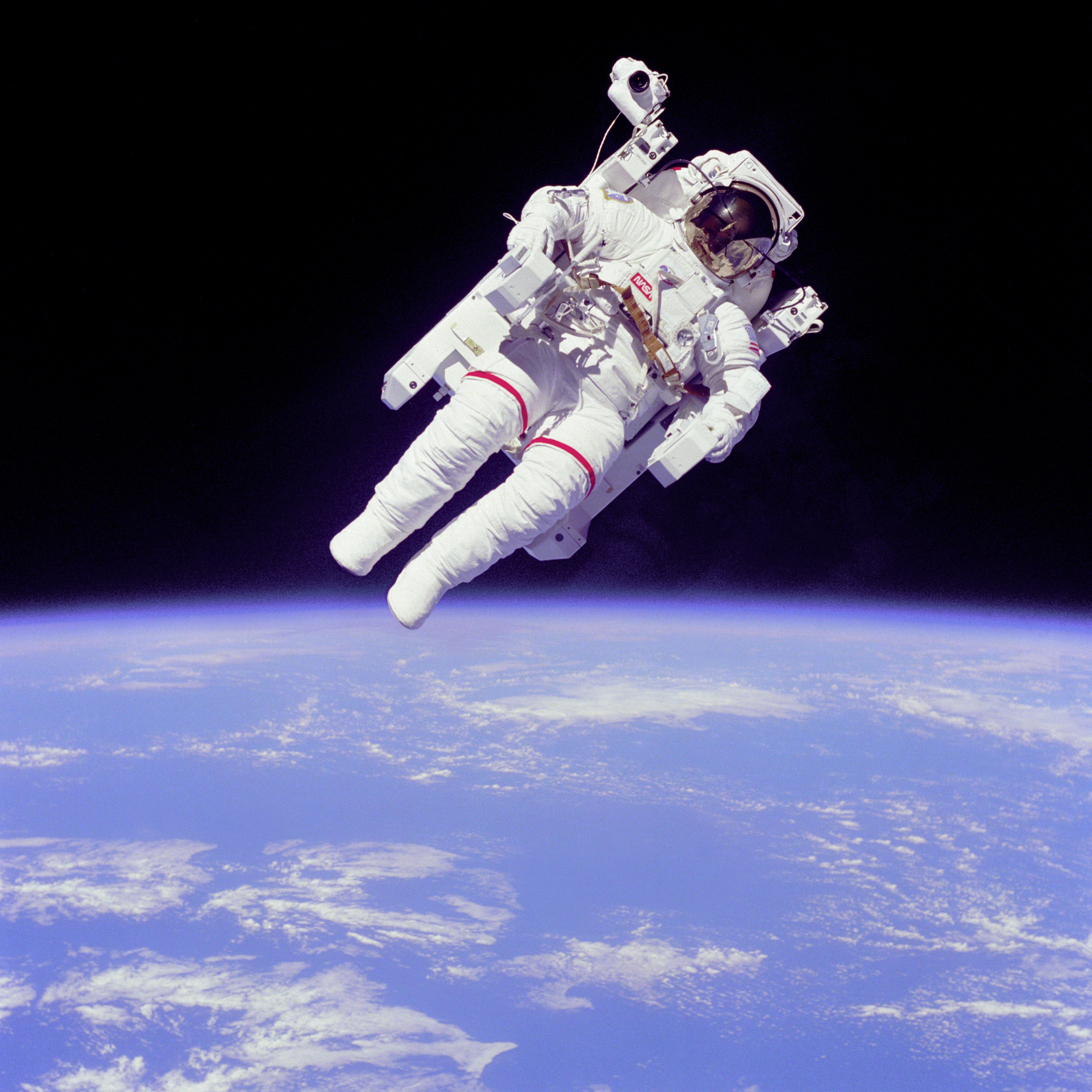
Astronauta Bruce McCandless fora do Ônibus espacial Challenger em 1984

A mudança continuou em um ritmo rápido de meados da década de 1940 até hoje. Os desenvolvimentos tecnológicos incluem armas nucleares, computadores, engenharia genética e nanotecnologia. A globalização econômica, impulsionada pelos avanços na tecnologia de comunicação e transporte, influenciou a vida cotidiana em muitas partes do mundo. As formas culturais e institucionais, como democracia, capitalismo e ecologismo, têm maior influência. As principais preocupações e problemas como doenças, guerras, pobreza, radicalismo violento, e recentemente, mudanças climáticas causadas pelo homem aumentaram com o aumento da população mundial.
Em 1957, a União Soviética lançou o primeiro satélite artificial em órbita e logo depois, Iuri Gagarin se tornou o primeiro humano no espaço. Neil Armstrong, um americano, foi o primeiro a pisar em outro objeto astronômico, a Lua. Sondas não tripuladas foram enviadas para todos os planetas conhecidos no Sistema Solar, com alguns (como as duas espaçonaves Voyager) tendo deixado o Sistema Solar. Cinco agências espaciais, representando mais de quinze países, trabalharam juntas para construir a Estação Espacial Internacional. A bordo dele, tem havido uma presença humana contínua no espaço desde 2000. A World Wide Web tornou-se parte da vida cotidiana na década de 1990 e desde então, tornou-se uma fonte indispensável de informações no mundo desenvolvido.